# Santiago de Chile

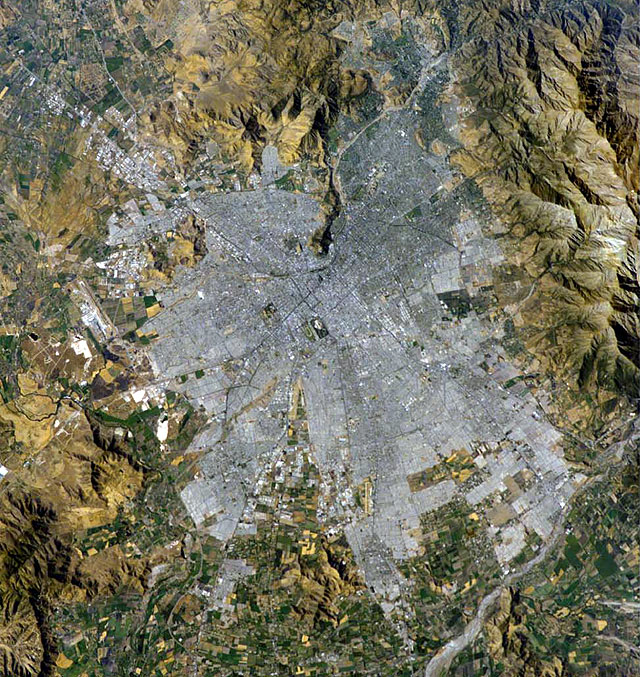
Satellitenaufnahme

Santiago de Chile, offiziell und kurz Santiago, ist die Hauptstadt und Primatstadt von Chile.
Das Stadtgebiet ist Teil der Hauptstadtregion (Región Metropolitana), die neben der Provinz Santiago weitere fünf Provinzen umfasst. Im städtischen Siedlungsgebiet (área urbana) leben 5 220 161 Menschen, in der gesamten Región Metropolitana sind es 7 112 808 (Stand 2017). Damit leben etwa 44 Prozent aller Chilenen in der Hauptstadt oder in ihrer direkten Umgebung.
Santiago heißt eigentlich nur die Gemeinde, die das Stadtzentrum und das Regierungsviertel umfasst. Hier leben 404 495 Menschen (Volkszählung 2017). Die Agglomeration Santiago umfasst hingegen sogar Städte und Gemeinden anderer Provinzen, wie Puente Alto oder San Bernardo.
Die Stadt ist das unbestrittene politische Zentrum Chiles, auch wenn das chilenische Parlament, der Congreso Nacional (Nationalkongress), in Valparaíso tagt. Santiago ist ein wichtiger Verkehrsknotenpunkt sowie das bedeutendste Wirtschafts- und Kulturzentrum von Chile mit zahlreichen Universitäten, Hochschulen, Museen und Baudenkmälern. Die bedeutendsten Unternehmen Chiles haben ihren Sitz in Santiago, ebenso viele ausländische Dependancen. Die Hauptstadt ist auch das Medienzentrum des Landes.
Seit 1561 ist Santiago auch Sitz eines römisch-katholischen Bistums, das 1840 zum Erzbistum Santiago de Chile erhoben wurde. Bischofskirche ist die  Metropolitankathedrale von Santiago de Chile.

## Geographie
Santiago liegt in einem Talkessel am Río Mapocho. Dieser Talkessel bildet den nördlichen Abschluss des großen chilenischen Längstals, das meridional zwischen der Küstenkordillere im Westen und den Anden im Osten verläuft und weiter südlich, bei Puerto Montt, in das Meer abtaucht und die Meeresstraßen zwischen dem Festland und den vorgelagerten Inseln (unter anderem Chiloé, Chonos-Archipel) bildet. Die Stadt wird im Norden vom Aconcagua-Tal, im Süden vom Rancagua-Becken und seitlich von der Anden- und Küstenkordillere begrenzt.
Der Río Mapocho entspringt nordöstlich von Santiago in den Anden. Nach rund 50 Kilometer fließt der Fluss durch die Hauptstadt Chiles. Innerhalb Santiagos nimmt die Wasserqualität stark ab. Über Peñaflor fließt der Fluss nach El Monte, wo er dann in den Río Maipo mündet. Vom Fluss gehen eine große Anzahl Kanäle aus, die bekanntesten sind der Maipo-Kanal und der San Carlos-Kanal.
Das Stadtgebiet (areá urbana) hat eine Fläche von 641,4 Quadratkilometer. Davon gehören 22,4 Quadratkilometer zur Gemeinde Santiago. Die Metropolregion Santiago (Región Metropolitana) hat eine Fläche von 15 103,2 Quadratkilometer. Die Ebene der Hauptstadtregion ist von Weizen-, Wein- und Obstkulturen überzogen. Die Kessellage in Verbindung mit Auto- und Industrieabgasen führt im Winter häufig zu Smog, der oft so dicht ist, dass von den westlichen Stadtteilen aus die Bergkette nicht mehr zu erkennen ist, die direkt an das Stadtgebiet grenzt.

### Geologie

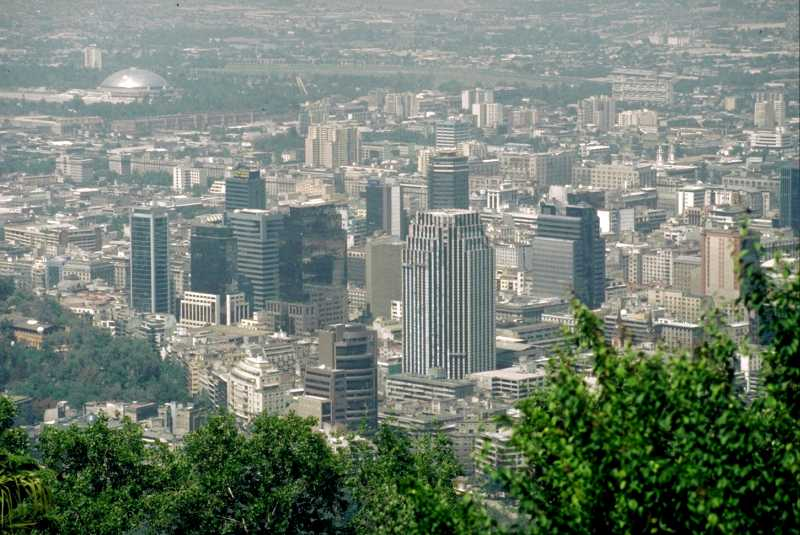
Stadtzentrum

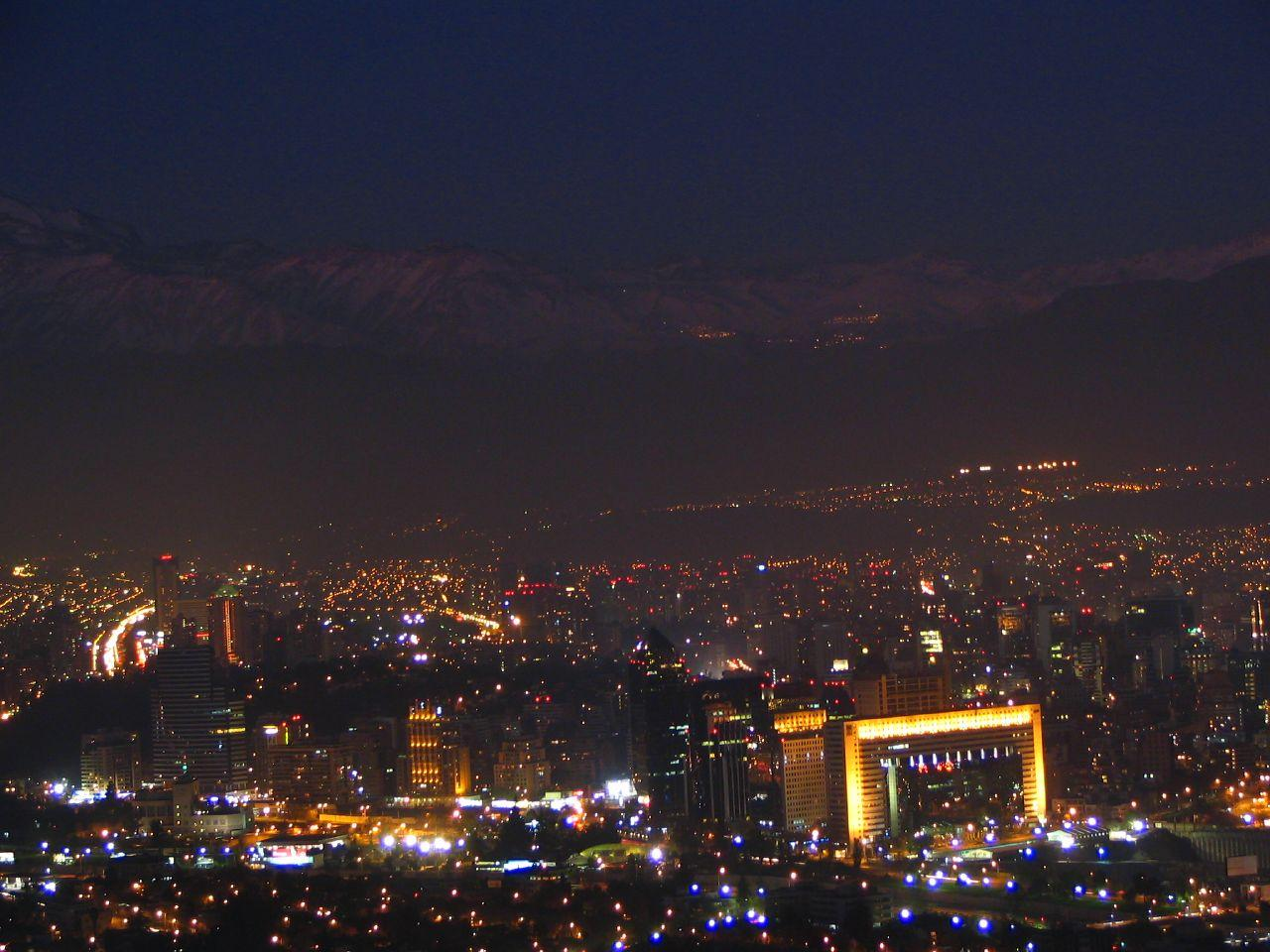
Santiago bei Nacht

Zwischen dem 27. und 33. Breitengrad, was ungefähr der Höhe Santiagos entspricht, befindet sich die Hochkordillere, deren Gipfel bis zu 5000 Meter hoch liegen. Auf der argentinischen Seite, etwa 100 Kilometer nordöstlich der chilenischen Hauptstadt, erreichen die Anden hier zwischen 32. und 33. Breitengrad mit dem Aconcagua ihre höchste Erhebung. Die Deckgebirge in diesem Bereich bestehen aus mesozoisch-känozoischen Sedimenten und Vulkaniten, die immer wieder von granitischen Intrusionen durchbrochen werden. Auf der Höhe von Vallenar (29. Breitengrad) taucht sogar das alte Grundgebirge aus Gneisen und Glimmerschiefern auf. Dieser Block ist frei von jungem Vulkanismus.
Charakteristisch für die Großregion ist der starke Vulkanismus. Noch heute sind zahlreiche tätige Vulkane vorhanden. Der Aconcagua, mit 6961 Meter Höhe der höchste Gipfel der Anden, ist allerdings kein Vulkan, obwohl er ebenso wie der Mount Everest aufgrund der häufigen Wolkenfahnen an seinem Gipfel lange für einen solchen gehalten wurde.
In enger Verbindung mit dem Vulkanismus und der jungen Tektonik des Gebietes stehen die Erdbeben; die Hauptstadtregion wurde in ihrer Geschichte von zahlreichen Erdbeben getroffen. Das erste schwere Beben seit Gründung Santiagos im Jahre 1541 traf die Region am 16. Dezember 1575. Am 13. Mai 1647 zerstörte ein schweres Erdbeben die Stadt, angeblich 12.000 Menschen starben. Weitere große Beben ereigneten sich am 8. Juli 1730, am 19. November 1822 und am 16. August 1906. Am 3. März 1985 wurde eine Reihe von Gebäuden in Santiago durch ein starkes Erdbeben zerstört.

### Stadtgliederung
Die Agglomeration Gran Santiago gliedert sich nach Angaben des Instituto Nacional de Estadísticas (INE) in 37 selbständige Gemeinden (comunas), von denen eine die Gemeinde Santiago ist. 32 Gemeinden liegen in der Provinz Santiago, drei Gemeinden in der Provinz Cordillera (Pirque, Puente Alto und San José de Maipo), eine Gemeinde in der Provinz Maipo (San Bernardo) und eine Gemeinde in der Provinz Talagante (Padre Hurtado). Von der Gemeinde San José de Maipo gehören nur die Ortsteile Las Obras und Las Vertientes zur Agglomeration Gran Santiago.
| \| \| Cerrillos \| \| Las Condes \| \| Pudahuel \| \| \| Cerro Navia \| \| Lo Barnechea \| \| Puente Alto \| \| \| Conchalí \| \| Lo Espejo \| \| Quilicura \| \| \| El Bosque \| \| Lo Prado \| \| Quinta Normal \| \| \| Estación Central \| \| Macul \| \| Recoleta \| \| \| Huechuraba \| \| Maipú \| \| Renca \| \| \| Independencia \| \| Ñuñoa \| \| San Bernardo \| \| \| La Cisterna \| \| Padre Hurtado \| \| San Joaquín \| \| \| La Florida \| \| Pedro Aguirre Cerda \| \| San Miguel \| \| \| La Granja \| \| Peñalolén \| \| San Ramón \| \| \| La Pintana \| \| Pirque \| \| Santiago \| \| \| La Reina \| \| Providencia \| \| Vitacura \| | Gemeinden der Agglomeration Gran Santiago |  |                     |  |               |
| | Cerrillos                                 |  | Las Condes          |  | Pudahuel      |
| | Cerro Navia                               |  | Lo Barnechea        |  | Puente Alto   |
| | Conchalí                                  |  | Lo Espejo           |  | Quilicura     |
| | El Bosque                                 |  | Lo Prado            |  | Quinta Normal |
| | Estación Central                          |  | Macul               |  | Recoleta      |
| | Huechuraba                                |  | Maipú               |  | Renca         |
| | Independencia                             |  | Ñuñoa               |  | San Bernardo  |
| | La Cisterna                               |  | Padre Hurtado       |  | San Joaquín   |
| | La Florida                                |  | Pedro Aguirre Cerda |  | San Miguel    |
| | La Granja                                 |  | Peñalolén           |  | San Ramón     |
| | La Pintana                                |  | Pirque              |  | Santiago      |
| | La Reina                                  |  | Providencia         |  | Vitacura      |

### Klima
In der Hauptstadtregion herrscht ein dem Mittelmeerraum vergleichbares Klima. Es wird stark durch den Humboldt-Meeresstrom entlang der Küste des Landes beeinflusst. Dieser fließt von Süden nach Norden und transportiert kaltes Meereswasser aus der Antarktis. Während zum Vergleich Nordeuropa vom warmen Golfstrom profitiert, liegen die Wassertemperaturen in Chile bei analogem Breitengrad (Nord-/Südkoordinate) deutlich niedriger.
Eine Besonderheit des Klimas ist der El-Niño-Effekt, auch Südliche Oszillation genannt. Dieses Klimaphänomen ist in der Hauptstadtregion etwa alle sieben Jahre wirksam und führt hier zu vermehrten Niederschlägen im Vergleich zu Normaljahren.
|                       | Jan  | Feb  | Mär  | Apr  | Mai  | Jun  | Jul  | Aug  | Sep  | Okt  | Nov  | Dez  |   |       |
| Mittl. Tagesmax. (°C) | 30,1 | 29,5 | 27,4 | 23,1 | 18,5 | 15,7 | 15,3 | 17,1 | 19,4 | 22,9 | 26,1 | 28,8 | ⌀ | 22,8  |
| Mittl. Tagesmin. (°C) | 13,3 | 12,8 | 11,4 | 8,6  | 6,4  | 5,0  | 3,9  | 5,1  | 6,8  | 8,6  | 10,3 | 12,2 | ⌀ | 8,7   |
|                       |      |      |      |      |      |      |      |      |      |      |      |      |   |       |
| Niederschlag (mm)     | 0,6  | 1,3  | 6,1  | 16,3 | 55,5 | 83,3 | 75,9 | 55,1 | 27,2 | 12,9 | 6,2  | 1,5  | Σ | 341,9 |
|                       |      |      |      |      |      |      |      |      |      |      |      |      |   |       |
| Regentage (d)         | 0    | 0    | 1    | 3    | 6    | 7    | 7    | 6    | 5    | 3    | 1    | 0    | Σ | 39    |

| 13,3 |

| 12,8 |

| 11,4 |

| 8,6 |

| 6,4 |

| 5,0 |

| 3,9 |

| 5,1 |

| 6,8 |

| 8,6 |

| 10,3 |

| 12,2 |

| 13,3 |

| 12,8 |

| 11,4 |

| 8,6 |

| 6,4 |

| 5,0 |

| 3,9 |

| 5,1 |

| 6,8 |

| 8,6 |

| 10,3 |

| 12,2 |

Das Klima in Santiago ist im Allgemeinen trocken, mit schroffen Temperaturwechseln. Die durchschnittliche Jahrestemperatur beträgt 14,0 Grad Celsius, die mittlere jährliche Niederschlagsmenge 341,9 Millimeter. Die wärmsten Monate sind Dezember bis Februar mit durchschnittlich 18,9 bis 20,0 Grad Celsius und die kältesten Juni bis August mit 8,1 bis 9,1 Grad Celsius im Mittel. Der meiste Niederschlag fällt von Mai bis August mit durchschnittlich 55 bis 84 Millimeter, der geringste von November bis April mit durchschnittlich bis zu 16 Millimeter.

### Umweltprobleme

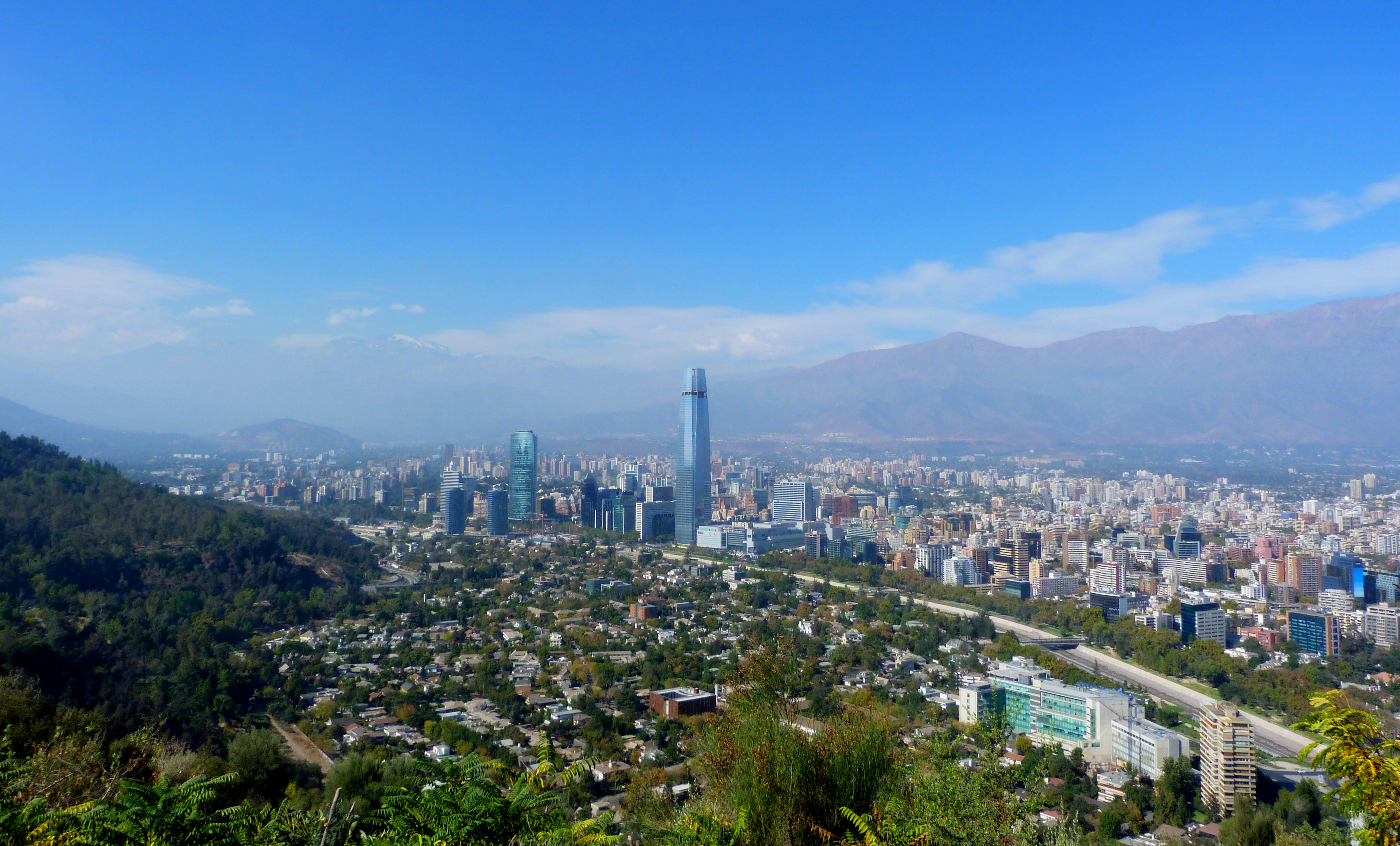
Santiago im April 2013

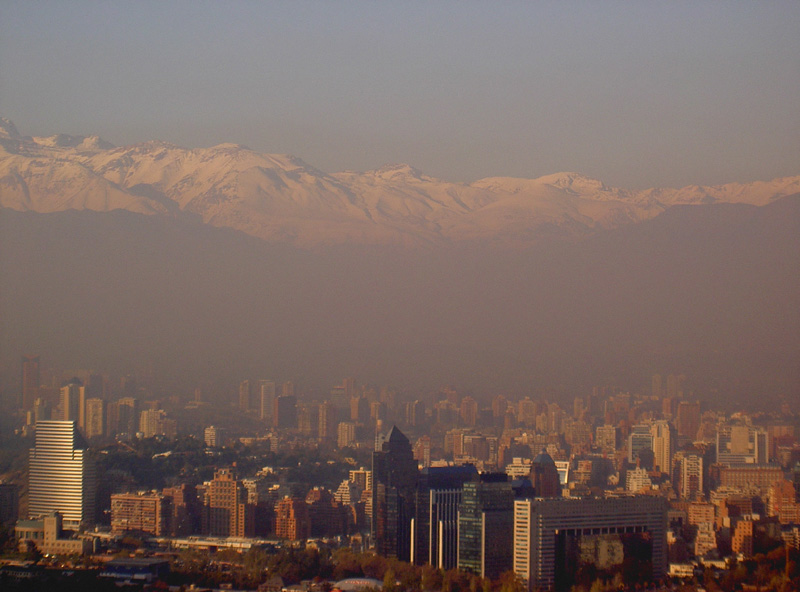
Smog in Santiago einen Tag nach Regenfall im Winter 2003

Santiago hat mit zahlreichen Umweltproblemen zu kämpfen. Dazu gehören eine übermäßige Verschmutzung der Flüsse, unzureichende Strukturen in der Abfallbeseitigung, Luftverschmutzung, Defizite im öffentlichen Personennahverkehr (ÖPNV) und eine übermäßige Verkehrsbelastung. Besondere Probleme bereitet die Luftqualität. Sie gilt nach Angaben der Weltgesundheitsorganisation (WHO) als eine der schlechtesten der Welt. Die Stadt befindet sich in einem Talkessel von zirka 50 Kilometern Durchmesser etwa 500 Meter über dem Meeresspiegel. Im Westen liegt das Küstengebirge mit Gebirgshöhen von über 1800 Meter, im Osten die Anden mit Gipfeln von zum Teil über 6000 Meter Höhe. Nach Norden und Süden erheben sich ebenfalls Hügel, wodurch die Stadtluft bei Inversionswetterlage im Talkessel gefangen und ein Luftaustausch oft tagelang kaum möglich ist.
Ab Ende der 1980er-Jahre erließ die chilenische Regierung zahlreiche Umweltschutzgesetze. Seit 1992 müssen neue PKW und seit 1993/94 auch neue Omnibusse und LKW einen Katalysator besitzen. Schärfere Kontrollen und Emissionsnormen wurden 1993 auch für die Industrie erlassen. Seit 1998 hat sich die Luftqualität durch die Einführung neuer Grenzwerte verbessert. Es wurden Umweltnormen für Schwebepartikel in der Luft und Grenzwerte für Arsenemissionen eingeführt. Die Luftverschmutzung in der Metropole ist aber weiter bedenklich. Im Winter (Juni bis September) ist die hohe Konzentration an Feinstaub und Kohlenstoffmonoxid in der Atemluft das Hauptproblem; im Sommer (Januar bis April) die Ozonbelastung.
Die Ursachen liegen sowohl in den zahlreichen Fabrikanlagen und Kraftwerken als auch am Verkehr und in den privaten Haushalten. Bedingt durch die schnelle Verstädterung, das stark gestiegene Verkehrsaufkommen und die Industriekonzentration im Ballungsraum stellen die übermäßige Emissionsbelastung und der Smog eine ernsthafte Bedrohung für die öffentliche Gesundheit dar. Während Inversionswetterlagen nehmen besonders Atemwegserkrankungen unter der Bevölkerung der Hauptstadt zu. Bei Smogalarm wird das Fahrverbot für Personenkraftwagen ausgedehnt, inklusive Autos mit Katalysatoren. Für die Industriebetriebe entstehen immense Kosten, da sie im Zuge von Präventivmaßnahmen ihre Aktivität vorübergehend einstellen müssen.

## Geschichte

### Prozess der Stadtgründung

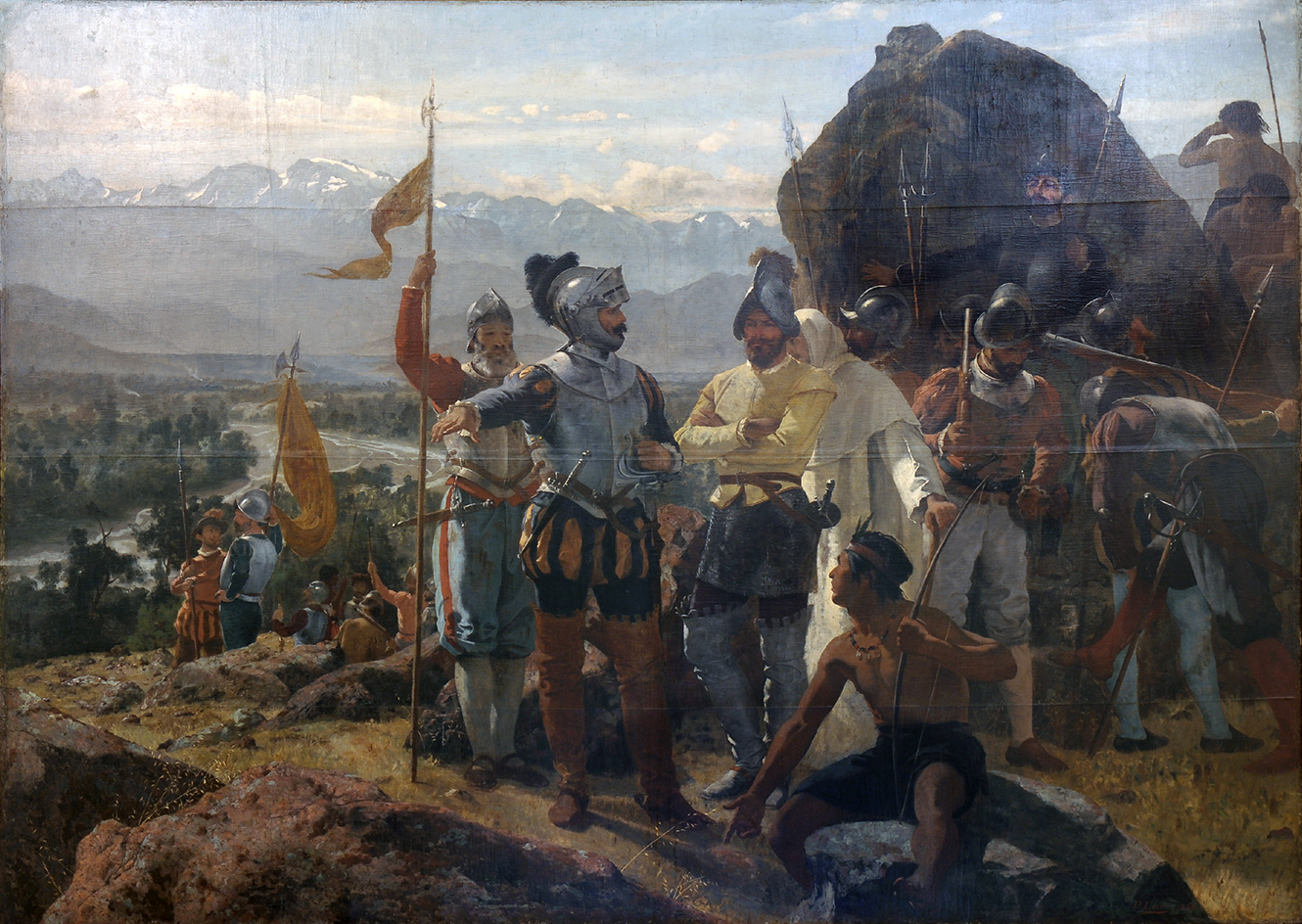
Gründung von Santiago 1541 nach einer Darstellung von Pedro Lira (1888)

Gründungsprotokoll von Santiago

Am 13. Dezember 1540 erreichte der spanische Konquistador Pedro de Valdivia mit 170 Soldaten, davon die meisten zu Pferde, über den Inka-Pfad, wo heute die Straßen Independencia und Bandera liegen, den Río Mapocho und das inkaische Verwaltungszentrum „Tambo Grande“, das an der Stelle der heutigen Plaza de Armas erbaut war. Nach einer kurzen Überquerung des Mapocho wurden die Verwaltungsgebäude besetzt, um die Kontrolle über die Gegend zu erhalten.
Die durch Kuriere des Inka-Herrschers Manco Cápac II. vorgewarnte indigene Bevölkerung hatte ihre Lebensmittel versteckt und zeigte sich feindselig gegenüber den Besatzern. Zudem war den spanischen Invasoren schon bei der Ankunft der Proviant ausgegangen, und unter Hunger leidend brauchten sie noch 20 Tage, bis es Pedro de Valdivia mit Geschick gelang, die Bevölkerung zu Verhandlungen und Kooperation zu nötigen.
Santiago wurde dann am 12. Februar 1541 von Pedro de Valdivia unter dem Namen „Santiago del Nuevo Extremo“ gegründet. Der Name sollte an die spanische Wallfahrtsstadt Santiago de Compostela erinnern. Im selben Akt wurde die Umgebung zur Provinz „Nueva Extremadura“ erhoben. Die Zeremonie fand auf dem Hügel Cerro Santa Lucía (von den Picunche-Ureinwohnern „Huelén“ genannt) statt, der heute ein Park am Rande des historischen Zentrums ist. Valdivia wählte den Ort, weil der Río Mapocho hier eine größere Insel bildete. Diese Lage war günstig, um die Stadt gegen die Angriffe der Mapuche zu verteidigen. Der Grundriss der neuen Stadt bestand aus geradlinigen Straßen von 12 Varas (14,35 m) Breite, die in gleichmäßigen Abständen von 138 Varas (165,08 m) oder rechtwinklig zueinander angeordnet waren. Mit neun Straßen in Ost-West-Richtung und 15 in Nord-Süd-Richtung wurden 126 Blöcke gebildet, die sogenannten „Manzanas“ oder, wenn quadratisch zugeschnitten, auch „Cuadras“ genannt. Eine Cuadra wurde als Plaza Mayor vorgesehen und die übrigen wurden unter den Konquistadoren aufgeteilt.

### Versuch der Zerstörung
Der Widerstand der indigenen Bevölkerung lebte bald wieder auf und mündete in weiteren schweren Auseinandersetzungen. Sogar mit einer Meuterei aus den eigenen Reihen musste Pedro de Valdivia fertigwerden. In der immer weiter eskalierenden Situation ließ er alle Kaziken im Tal des Mapocho aufgreifen und in seinem Haus in Santiago gefangen halten.
Am 11. September 1541 begann ein organisierter Aufstand unter Führung des Picunche-Kaziken Michimalongo mit einem Überfall auf Santiago. Pedro de Valdivia fand sich zur gleichen Zeit mit einem Teil seiner Truppe südlich im Tal Cachapoal in Kämpfe verwickelt. Die in einer großen Überzahl Angreifenden – von Zeitgenossen übertrieben auf 10.000 Personen geschätzt – konnten Santiago niederbrennen, und fast wäre es ihnen gelungen, die gefangenen Kaziken zu befreien.
Kurz vor einer Niederlage konnte Inés de Suárez, die Lebensgefährtin von Pedro de Valdivia, mit einem Einfall das Blatt noch wenden. Sie schlug vor, den sieben gefangenen Kaziken den Kopf abzuschlagen, um diese dann den Angreifern vor die Füße zu werfen. Die Männer glaubten erst nicht an diesen Überlebenstrick, doch Inés setzte ihren Plan durch. Sie selbst köpfte den ersten persönlich mit dem Schwert. Als die Indianer die Köpfe in den Händen der spanischen Angreifer sahen, setzten sie zu einem konfusen Rückzug aus dem Inneren Santiagos an. Aber erst kurz vor Einbruch der Dunkelheit gelang es, die Attacke endgültig abzuwehren.
Mit diesem spektakulären Ereignis begann ein sich drei Jahre lang hinschleppender Kriegs- und Belagerungszustand. Die Cuadra an der Nordseite der Plaza de Armas wurde mit einer sie vollständig umgebenden Lehmmauer von 2,50 Meter Höhe und 2,10 Meter Tiefe zur Fliehburg ausgebaut, mit vier niedrigen Türmen in den Ecken und Räumlichkeiten zum Lagern von Waffen und Waren. Die Konquistadoren befanden sich in einer äußerst prekären Situation. Sie litten unter permanenter Lebensmittelknappheit und waren völlig isoliert vom Rest der Welt. Jagen war schwierig, und eigener Ackerbau schaffte wenig Erleichterung. Sogar die Kleidung ging ihnen aus, sodass sie sich schließlich wie die indigene Bevölkerung anziehen mussten.
Pedro de Valdivia entsandte im Januar 1542 Alonso de Monroy mit fünf Reitern nach Peru, um Hilfe anzufordern. 20 entbehrungsreiche Monate lang mussten sich die Santiaguiner dann noch gegen alle Widrigkeiten behaupten, bis im Dezember 1543 Monroy mit 70 Reitern und einer Hilfslieferung zurückkehrte. Damit wurde die isolierte und demoralisierte Situation von Santiago beendet. Der Aufstand war gescheitert, die Indios zogen sich zurück nach Süden und die Stadt war relativ sicher. Etwa ein halbes Jahr später kam weitere Unterstützung mit Juan Bautista Pastene, und von Santiago aus begannen systematisch Expeditionen, um das Land zu kolonisieren.

### Kolonialzeit

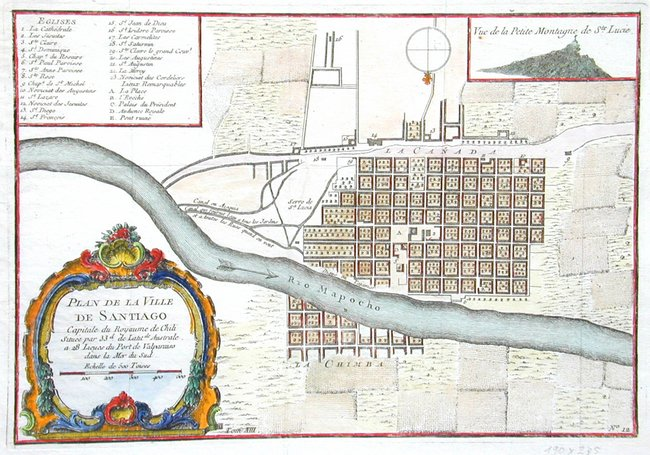
Santiago um 1713

Nach dem Fall von Concepción 1555 marschierten die Mapuche erneut auf Santiago zu. Sie zogen sich allerdings überraschend nach der Zerstörung der Festung Peteroa zurück, da sie einen stärkeren spanischen Angriff erwarteten. Pedro de Villagrán, dem Kommandanten der Festung Imperial, gelang es in einem nächtlichen Überraschungsangriff, den Kriegshäuptling (Toqui) Lautaro am 1. April 1557 zu töten.
Die ersten Gebäude Santiagos wurden mit Hilfe von Picunche-Indianern errichtet. Ein weiter südlich verlaufender Arm des Río Mapocho wurde später trockengelegt und zur Hauptstraße Alameda umgewandelt (heute heißt sie: Avenida Libertador Bernardo O’Higgins). Der Begriff Alameda stammt von álamo, einer in Zentralchile verbreiteten Pappel, also vergleichsweise einer Allee. 1778 wurde die erste Brücke über den Río Mapocho gebaut, die Brücke Puente Cal y Canto, diese verband den außenliegenden Stadtteil La Chimba mit dem Zentrum.
Die Landwirtschaft in der Umgebung Santiagos bildete einen wichtigen Wirtschaftszweig. Hier setzte sich das Encomienda und später Hacienda genannte System durch, bei dem die Indígenas durch ein System aus Patronage und Repression de facto als Sklaven gehalten wurden. Immer wieder wurde die Sklavenhaltung offiziell (von europäischen Herrschern) verboten und wieder eingeführt, ohne an der faktischen Unterdrückung etwas zu ändern. Per Erlass war es den Spaniern verboten, mit Indianern zusammenzuleben.
Neben den indianischen Angriffen behinderten schwere Erdbeben die Entwicklung der Stadt. 1647 zerstörte ein schweres Erdbeben Santiago, 1730 und 1783 folgten weitere verheerende Beben. Zwischen 1598 und 1723 behinderten auch niederländische Händler die spanische Kolonialherrschaft.

### Unabhängigkeit

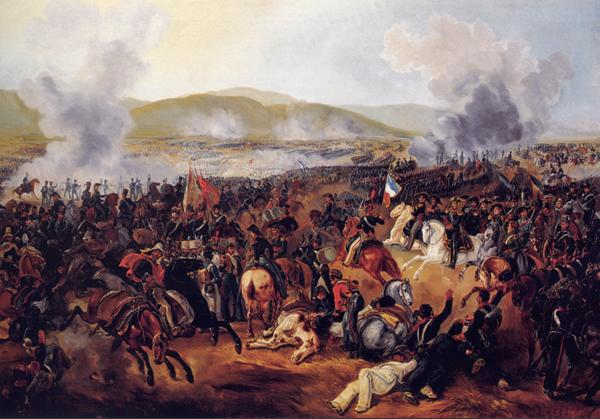
Schlacht von Maipú 1818 nach einer Darstellung von Moritz Rugendas um 1837

Am 12. Februar 1817 fand in Colina, nördlich von Santiago, die Schlacht von Chacabuco statt. Hier besiegten argentinische und chilenische Unabhängigkeitskämpfer unter der Führung von José de San Martín und Bernardo O’Higgins die spanischen Royalisten. Chile proklamierte daraufhin am selben Tag seine Unabhängigkeit. Der Weg nach Santiago war nun frei und die Unabhängigkeitskämpfer konnten am 14. Februar 1817 in die Stadt einziehen. Trotzdem waren die Spanier noch nicht komplett geschlagen.
Die Entscheidung um die Unabhängigkeit Chiles fiel am 5. April 1818 in der Schlacht von Maipú, auf einer Ebene südlich von Santiago. Hier besiegten die chilenischen Streitkräfte unter Bernardo O’Higgins die Spanier unter General Mariano Osorio und bestätigten damit die Unabhängigkeitserklärung vom 12. Februar 1817. Im Verlauf der Schlacht starben 2.000 Spanier und es gab 3.000 Gefangene. Die Chilenen verloren 1.000 Mann. Bernardo O’Higgins wurde das erste Staatsoberhaupt des unabhängigen Chile.
Während der sogenannten Ära der Autoritären Republik (ab 1830), die bis zum Bürgerkrieg 1891 dauerte, wurde das Schulsystem eingeführt und das Kulturleben erfuhr eine Blüte: 1843 erfolgte in Santiago die Gründung der Universidad de Chile und 1888 der Pontificia Universidad Católica. Am 8. Dezember 1863 wurde die Jesuitenkirche Iglesia de la Compañía durch ein Feuer zerstört. Den mehr als 2.000 Opfern des Brandes errichtete man genau zehn Jahre später ein Denkmal. Im Jahre 1885 lebten 189.322 Menschen in Santiago. Ende des 19. Jahrhunderts begannen sich die Arbeiter zu organisieren und für bessere Arbeitsbedingungen zu kämpfen. 1898 wurde mit der Sociedad de resistencia (Widerstandsvereinigung) der erste Vorläufer der chilenischen Gewerkschaften von Eisenbahnarbeitern in Santiago gegründet.

### Krise, Bauboom und Zuwanderung

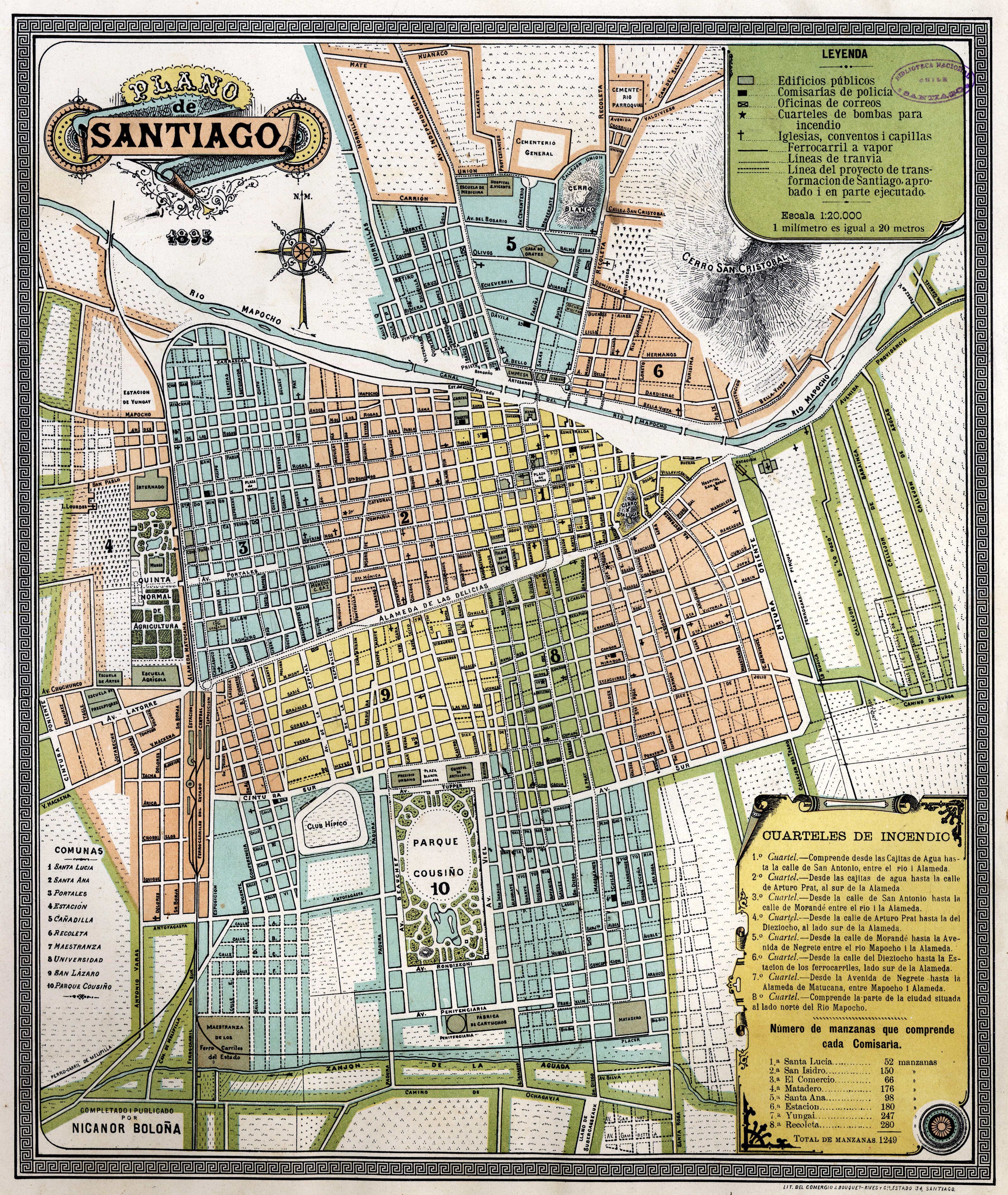
Santiago 1895

In der Regierungszeit von Germán Riesco Errázuriz (1901–1906) wurde der Edelmetallanteil der Münzwährung verringert und damit der Peso deutlich abgewertet, was zu einem Anstieg der Inflation führte. Eine Spekulationswelle durchzog das Land und erschütterte die Wirtschaft der Hauptstadtregion. Drastische Preiserhöhungen waren die Folge, es kam zu Arbeiteraufständen und großen Demonstrationen in Santiago. Die Regierung setzte das Militär ein; etwa 200 Menschen starben bei den Auseinandersetzungen.
In den 1930er-Jahren begann die Umwandlung der Stadt in eine moderne, industrialisierte Metropole. Rund um den Präsidentenpalast (La Moneda) entstand das Verwaltungsviertel Barrio Cívico mit vielen Ministerien und anderen öffentlichen Einrichtungen. Die Bevölkerungszahl stieg durch die Zuwanderung aus Nord- und Südchile rasant an und überschritt um 1940 die Grenze von einer Million. Bis 1960 hatte sie sich auf zwei Millionen verdoppelt. Dies führte besonders in den Armenvierteln Santiagos zu einer Verschärfung der sozialen Situation. Zahlreiche Kinder galten als unterernährt, viele Familien waren obdachlos, und die Arbeitslosigkeit hoch.
Nach dem Wahlsieg von Salvador Allende wurden ab 1970 die Löhne der Arbeiter und Angestellten um 35 bis 60 Prozent erhöht. Die Preise für die Miete und wichtige Grundbedarfsmittel wurden eingefroren. Schulbildung und Gesundheitsversorgung erfolgten kostenfrei. Jedes Kind bekam Schuhe sowie täglich einen Liter Gratismilch. Die Kindersterblichkeitsrate in der Hauptstadtregion sank so um 20 Prozent. Der Schwerpunkt der Wirtschaftspolitik lag in der Enteignung von ausländischen Großunternehmen und Banken.

### Armeeputsch 1973

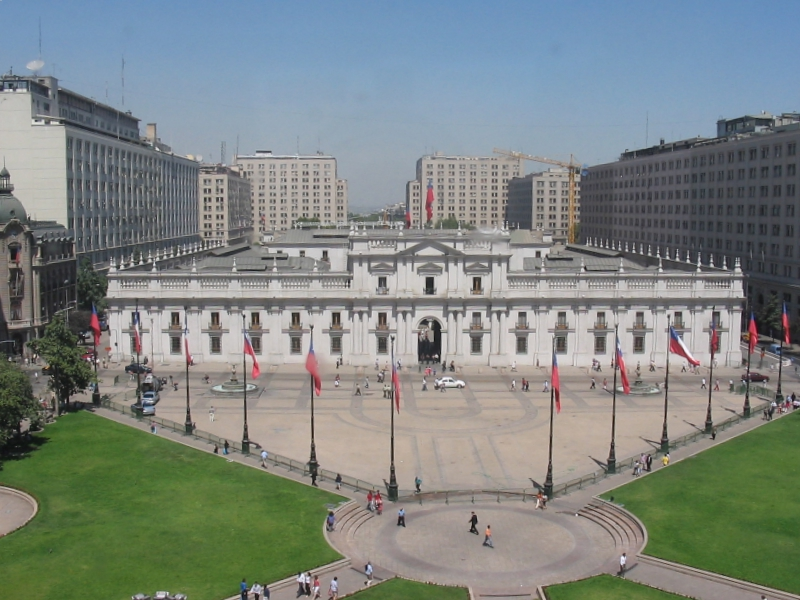
Der Präsidentenpalast wurde nach dem Putsch renoviert

Am 11. September 1973 putschte das Militär unter Augusto Pinochet und blockierte die Verkehrswege und Kommunikation von Santiago nach Viña del Mar und Valparaíso. Mit Kampfflugzeugen der Luftwaffe bombardierten sie in den frühen Morgenstunden den Präsidentenpalast „La Moneda“. Gegen 14:00 Uhr begann die Armee mit der Erstürmung des Palastes. Nach kurzem Gefecht ordnete Allende die Kapitulation an, nur er selbst blieb im „Saal der Unabhängigkeit“ zurück und nahm sich dort das Leben.
Im Nationalstadion von Santiago wurden die Opfer interniert, viele von ihnen gefoltert und getötet. Der Putsch in Chile unter General Augusto Pinochet leitete eine 17-jährige Diktatur und radikale marktorientierte Wirtschaftsreformen ein. Nach den bürgerkriegsähnlichen, von unglaublicher und massenhafter Gewalt seitens der Militärs geprägten Wochen nach dem Putsch mit Tausenden Toten ging das Regime in den nächsten Jahren dazu über, die politische Opposition auszuschalten. Hunderte Menschen wurden entführt, gefoltert oder „auf der Flucht erschossen“.

### Wirtschaftskrise und Aufschwung

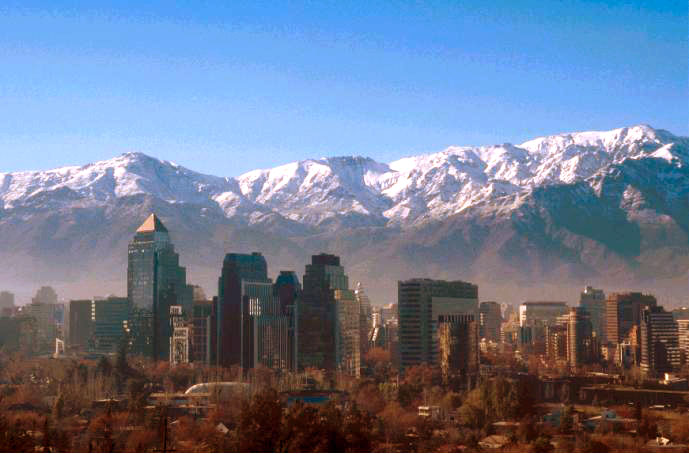
Sanhattan, ein Bankenviertel im Osten der Stadt

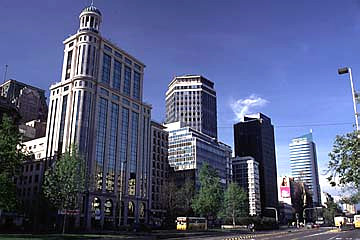
Hauptstraße „Alameda“

Mit der Wirtschaftskrise 1982/1983 kam es in Santiago zu massiven Protesten, in deren Folge erneut massiv gegen Oppositionelle vorgegangen wurde. So wurden während der Protesttage 1983 und 1984 zahlreiche Menschen erschossen, Demonstranten und Unbeteiligte, zum Teil aus fahrenden Autos heraus. Die willkürliche Gewalt, Hausdurchsuchungen und Militäreinsätze in den Armenvierteln Santiagos (poblaciónes) nahmen immer größere Ausmaße an. Hier kämpfte die linksgerichtete Stadtguerilla Movimiento de Izquierda Revolucionaria (MIR) gegen die Diktatur.
Im Laufe der 1980er-Jahre wurden mehrere Oppositionelle „bei bewaffneten Auseinandersetzungen“ erschossen. Zwar nahm die Anzahl der Verschwundenen ab, doch die Folter von Regimekritikern wurde nicht weniger. Traurige Berühmtheit erlangten die 1986 in Santiago erschossenen Brüder Vergara Toledo und die Jugendlichen Rodrigo Rojas und Carmen Quintana, die von Militärs bei lebendigem Leibe angezündet wurden, wobei Rojas starb.
Nach der wirtschaftlichen Stabilisierung ab 1983 und dem folgenden Aufschwung begannen auch erste Schritte der Liberalisierung. Die Wirtschaftspolitik wurde pragmatischer und die Repression weniger stark. Dieser Prozess wurde jedoch häufig unterbrochen oder sogar rückgängig gemacht. Aus den Selbsthilfeorganisationen in den Armenvierteln Santiagos entwickelten sich eine Reihe von politischen Gruppierungen, die gegen die Diktatur kämpften. Es kam zu einer Welle an Bombenanschlägen in der Hauptstadtregion, vor allem gegen hochrangige Offiziere. Doch mit dem wirtschaftlichen Aufschwung der 1980er-Jahre beruhigte sich die Situation auch politisch wieder.
1993 kam der ehemalige DDR-Staatsratsvorsitzende Erich Honecker nach Santiago, wo seine Tochter lebte, nachdem der Prozess gegen ihn wegen seines Gesundheitszustands eingestellt wurde. Er starb am 29. Mai 1994 in der chilenischen Hauptstadt.
Ausgelöst durch eine Erhöhung der U-Bahn-Preise, kommt es seit Mitte Oktober 2019 täglich zu schweren, teils gewalttätigen Protesten gegen die soziale Ungleichheit in Chile. Im Verlauf der Unruhen erklärte Piñera den Ausnahmezustand, setzte das Militär ein und rief den „Krieg gegen einen mächtigen, unversöhnlichen Feind“ aus, wie er die Aufständischen nennt. Wegen der anhaltenden Proteste sagte die Regierung die UN-Klimakonferenz ab, die im Dezember 2019 in Santiago de Chile stattfinden sollte. Auch der südamerikanische Fußballverband CONMEBOL sah sich gezwungen und verlegte das Finale der Copa Libertadores 2019 von Santiago de Chile in die peruanische Hauptstadt Lima.

### Einwohnerentwicklung

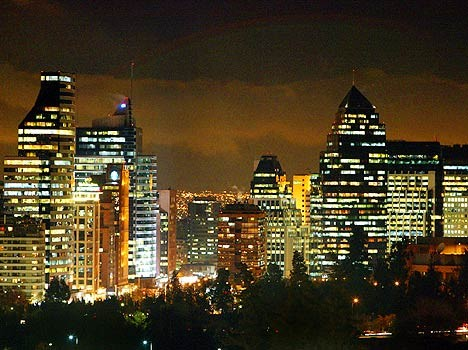
Santiago bei Nacht

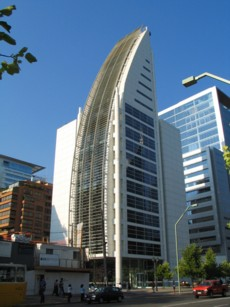
Gebäude in der Avenida Apoquindo in Las Condes

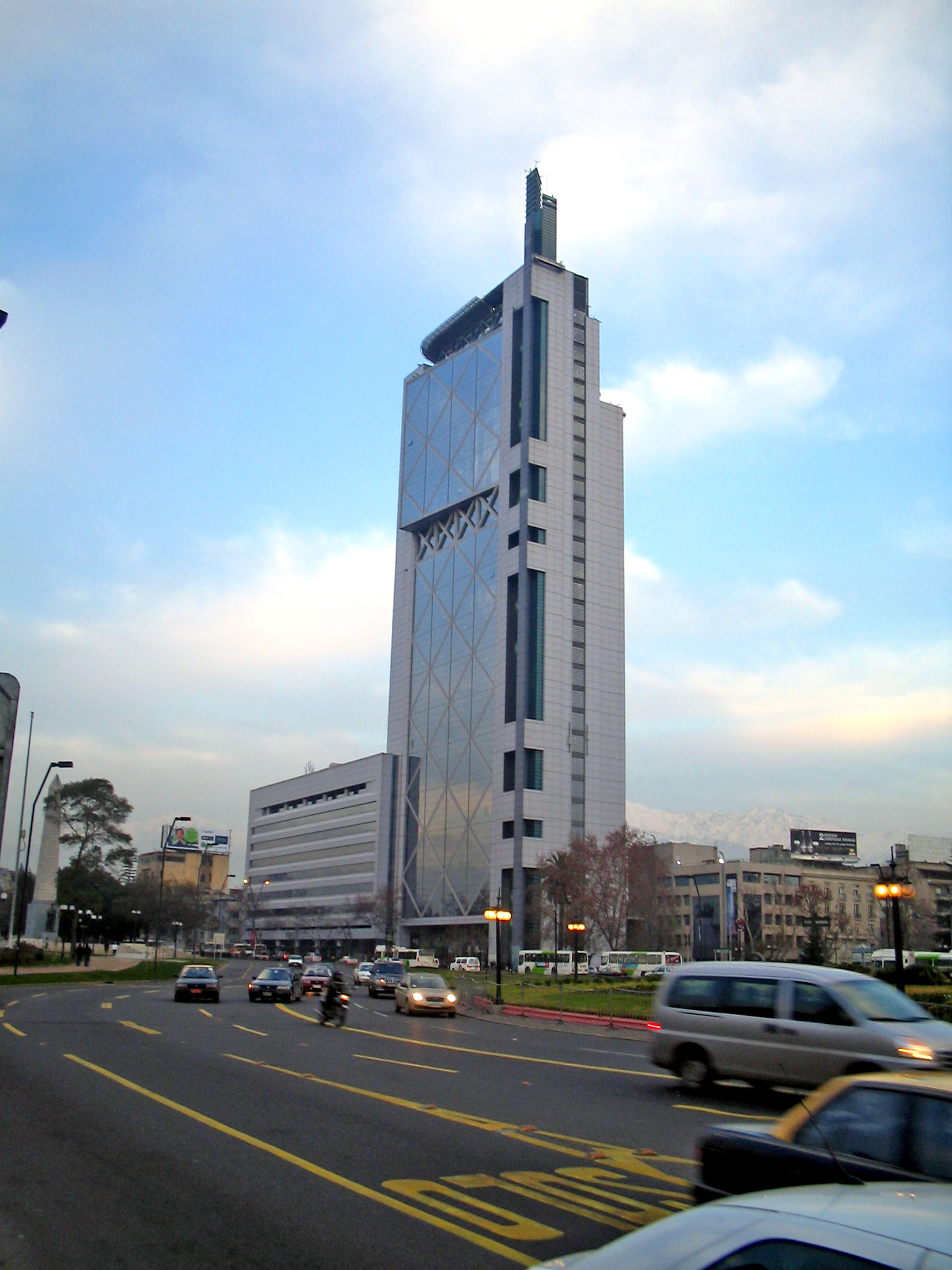
Torre Telefónica

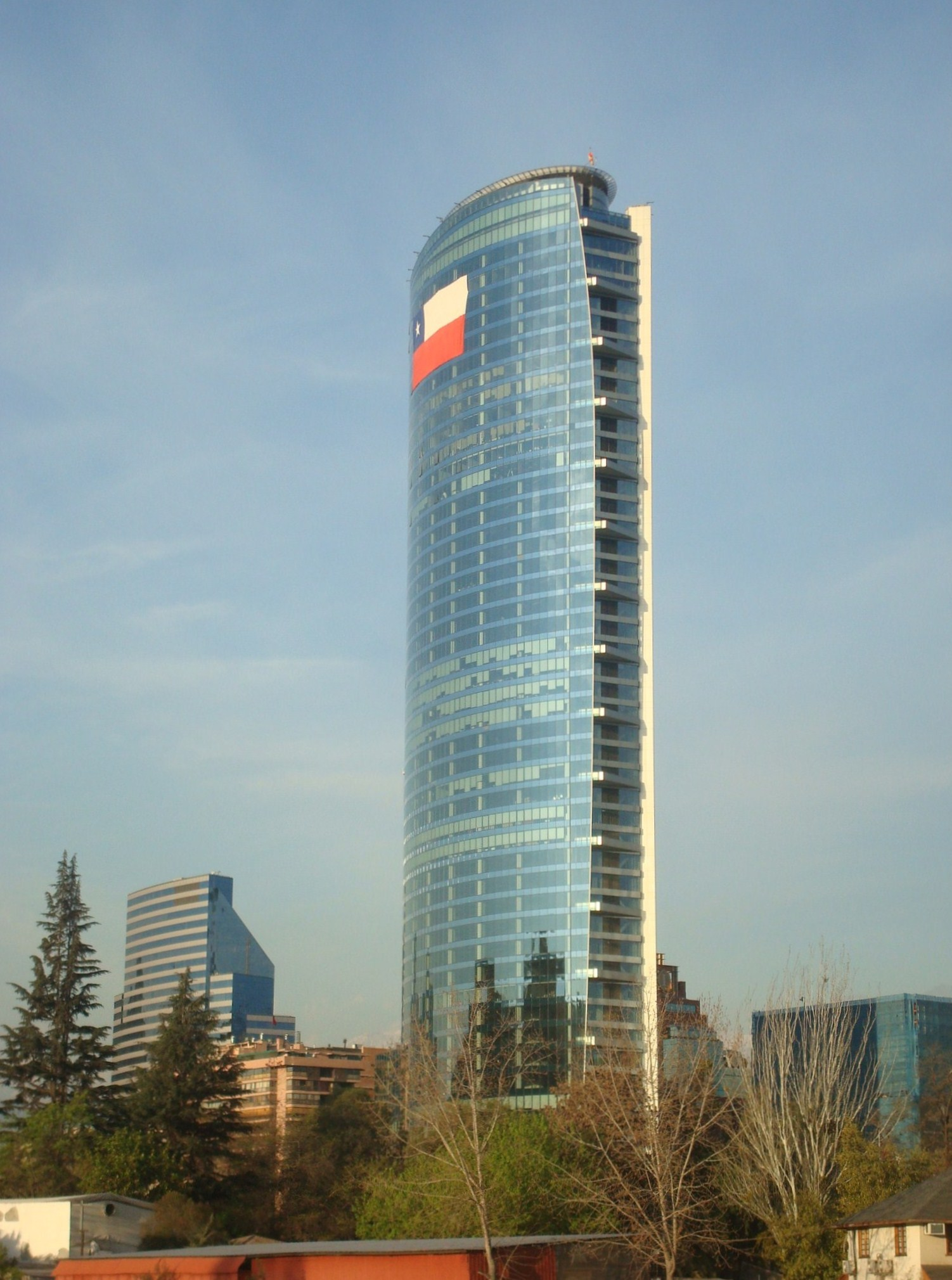
Titanium La Portada

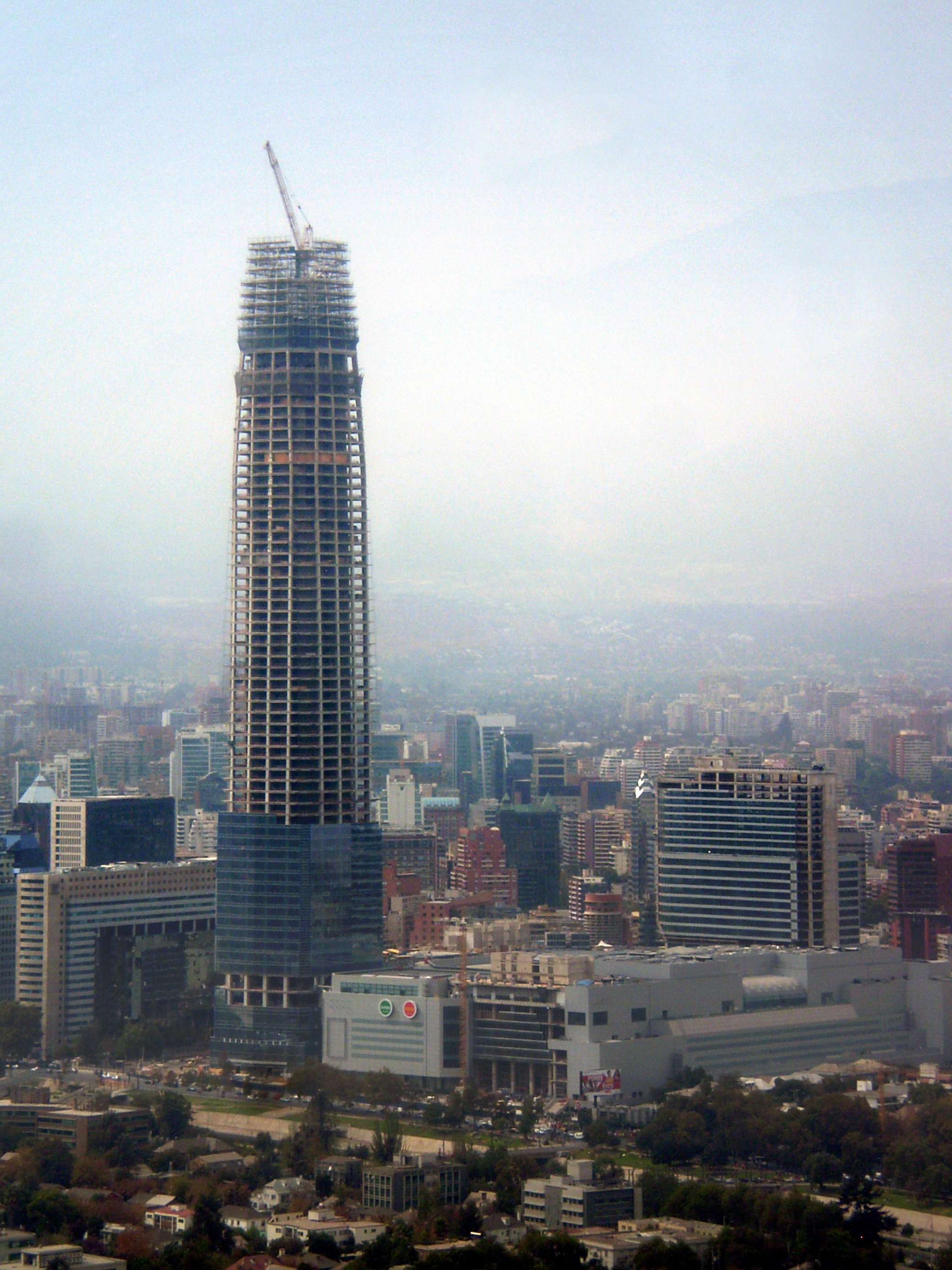
Torre Gran Costanera im Bau

1541 lebten in Santiago 150 Menschen. Bis 1613 stieg die Einwohnerzahl auf über 10.000 und 1865 lebten in der Region mehr als 100.000 Menschen. Um 1940 wurde die Grenze von einer Million überschritten. Heute ist der Großraum Santiago (Región Metropolitana) in Chile die am dichtesten besiedelte Region, wo knapp die Hälfte der chilenischen Einwohner lebt. Groß-Santiago (Gran Santiago) selbst hatte bei der Volkszählung 2002 etwa 5,4 Millionen Einwohner; es beherbergte also etwa ein Drittel aller Einwohner des Landes.
Die Bevölkerung der Hauptstadtregion ist durch einen hohen Grad an Homogenität gekennzeichnet. Die Chilenen mit europäischen Vorfahren und Mestizen bilden rund 90 Prozent der Bevölkerung. Der Anteil der Mestizen beträgt rund 50 Prozent, der Mapuche-Anteil liegt bei etwa sieben Prozent, der Aymara-Anteil bei 0,5 Prozent und der Polynesier-Anteil bei 0,2 Prozent.
Während der Kolonialzeit wurde das Gebiet durch Einwanderer aus allen Regionen Spaniens besiedelt. Im frühen 19. Jahrhundert wanderten englische und irische sowie deutsche Siedler ein. Die Einfuhr schwarzer Sklaven war zu allen Zeiten sehr gering. Die Mehrheit von ihnen konzentrierte sich in Chile vor allem in der Hauptstadtregion, aber auch in Quillota und Valparaíso. Im Laufe der Jahrhunderte vermischten sich die Schwarzen mit den Weißen und Mestizen, so dass heute das afrikanische Element fast völlig verschwunden ist. In den vergangenen Jahren zogen Armutsflüchtlinge aus Peru und Bolivien in die Region. Die Wirtschaftskrise in Argentinien zwang auch Argentinier zur Arbeitssuche im Nachbarland. Eine kleine Gruppe von Einwanderern kam aus Asien, vor allem aus Korea, und lebt im Großraum Santiago.
Die meisten Menschen in Chile sind Katholiken und Santiago bildet hier keine Ausnahme. Bei der Volkszählung 2002 waren in der Región Metropolitana von den Menschen mit einem Alter von 15 Jahren oder älter 68,74 Prozent katholisch, 13,08 Prozent evangelisch, 1,16 Prozent Zeugen Jehovas, 0,90 Prozent Mormonen, 0,25 Prozent Juden, 0,11 Prozent orthodox und 0,03 Prozent Muslime. 5,35 Prozent gehörten anderen Religionen an und 10,37 Prozent waren atheistisch oder agnostisch.
Die folgende Tabelle zeigt die Einwohnerzahlen des städtischen Siedlungsgebietes (areá urbana). Bis 1850 handelt es sich meist um Schätzungen, von 1865 bis 2002 um Volkszählungsergebnisse und 2007 um eine Berechnung.
| Jahr/Datum        | Einwohner |
| ----------------- | --------- |
| 1541              | 150       |
| 1613              | 10.617    |
| 1778              | 24.318    |
| 1820              | 46.000    |
| 1830              | 65.665    |
| 1840              | 70.000    |
| 1850              | 80.000    |
| 19. April 1865    | 115.377   |
| 19. April 1875    | 129.807   |
| 26. November 1885 | 189.322   |
| 28. November 1895 | 256.403   |

| Datum             | Einwohner |
| ----------------- | --------- |
| 28. November 1907 | 332.724   |
| 15. Dezember 1920 | 507.296   |
| 27. November 1930 | 696.231   |
| 28. November 1940 | 952.075   |
| 24. April 1952    | 1.353.400 |
| 29. November 1960 | 1.907.378 |
| 22. April 1970    | 2.436.398 |
| 21. April 1982    | 3.650.541 |
| 22. April 1992    | 4.756.663 |
| 24. April 2002    | 5.392.395 |
| 1. Januar 2007    | 5.717.046 |
| 19. April 2017    | 6.254.314 |

## Politik

### Stadtregierung

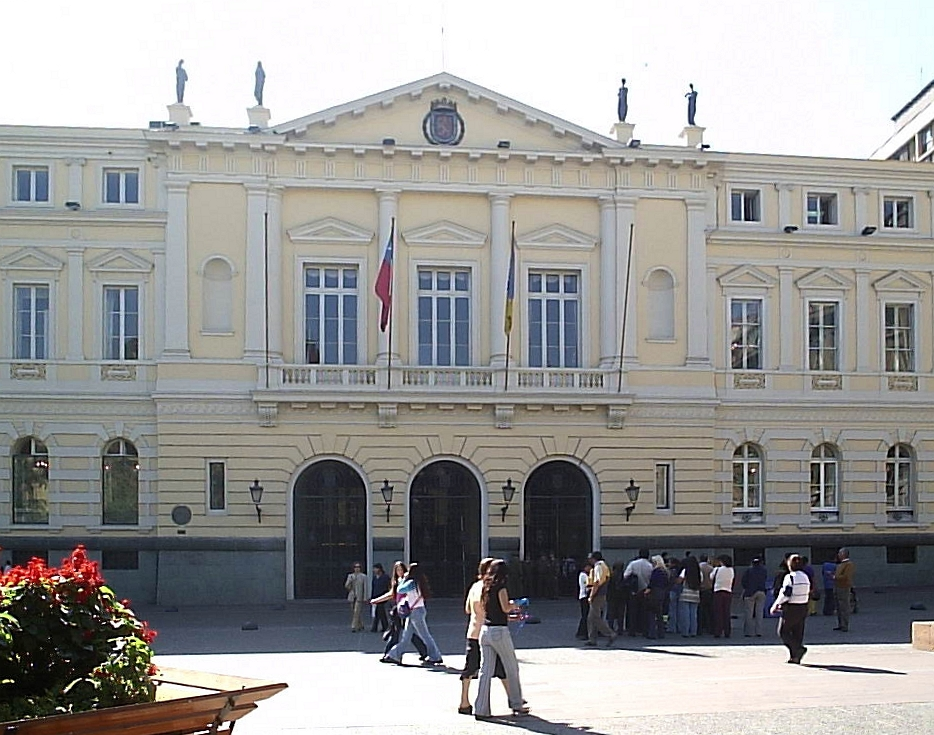
Rathaus der Gemeinde Santiago

Groß-Santiago (Gran Santiago) wird von keinem Oberbürgermeister regiert, sondern besteht aus 37 selbständigen Gemeinden (comunas). Ihnen steht die Regierung der Región Metropolitana als übergeordnete Verwaltungseinheit mit hohem politischen Gewicht gegenüber. Jede Gemeinde besitzt einen Bürgermeister (alcalde) mit starken Exekutivbefugnissen gegenüber dem Gemeinderat (consejo municipal). Bei den Kommunalwahlen ist es notwendig, dass die Partei des Kandidaten mindestens 30 Prozent der abgegebenen Stimmen erhält. Scheitert sie an dieser Hürde, wird der Bürgermeister indirekt von den Gemeinderäten gewählt. Bürgermeister und Gemeinderat werden alle vier Jahre gewählt. Die letzten Kommunalwahlen in Chile fanden am 15. Mai 2021 statt.
Die Bürgermeisterwahl der Gemeinde Santiago vom 31. Oktober 2004 gewann Raúl Alcaíno vom rechtsgerichteten Parteienbündnis Alianza por Chile mit 49,04 Prozent vor Jorge Schaulsohn von der sozialdemokratischen Partido por la Democracia mit 45,78 Prozent und Amaro Labra vom Linksbündnis „Juntos Podemos Más“ mit 5,18 Prozent. Raúl Alcaíno löste den seit 2000 die Gemeinde Santiago regierenden Joaquín Lavín von der rechten Unión Demócrata Independiente in seinem Amt als Bürgermeister ab. Bei der Bürgermeisterwahl 2021 obsiegte die Kommunistin Irací Hassler (Partido Comunista de Chile) über den rechtsgerichteten Amtsinhaber Felipe Alessandri (Renovación Nacional).
Im Verantwortungsbereich der Gemeinde liegen unter anderem die Bereiche öffentlicher Transport, Straßenbau, Stadtplanung, Abwasser und Kanalisation, Parks, Müllentsorgung und öffentliche Beleuchtung. Ebenso haben die Gemeinden vom chilenischen Zentralstaat Aufgaben der medizinischen Grundversorgung, der Bildung und Sozialhilfe übertragen bekommen. Auch sind sie teilweise für die Bereiche Sport, Fremdenverkehr, Sozialwohnungsbau und Katastrophenschutz zuständig. Bei sozialen Problemen sind die Nachbarschaftsvertretungen (juntas de vecinos) einzelner Ortsteile wichtige Ansprechpartner für die Gemeindeverwaltung.

### Städtepartnerschaften
Santiago unterhält mit folgenden Städten Partnerschaften:
- Bogotá, Kolumbien
- Buenos Aires, Argentinien
- Guayaquil, Ecuador
- Kiew, Ukraine
- Madrid, Spanien
- Managua, Nicaragua
- Mexiko-Stadt, Mexiko
- Miami, USA
- Minneapolis, USA
- Paris, Frankreich
- Tunis, Tunesien
- Plasencia, Spanien
- Riga, Lettland
- São Paulo, Brasilien
- San José, Costa Rica
- Ankara, Türkei

## Kultur und Sehenswürdigkeiten

### Musik und Theater

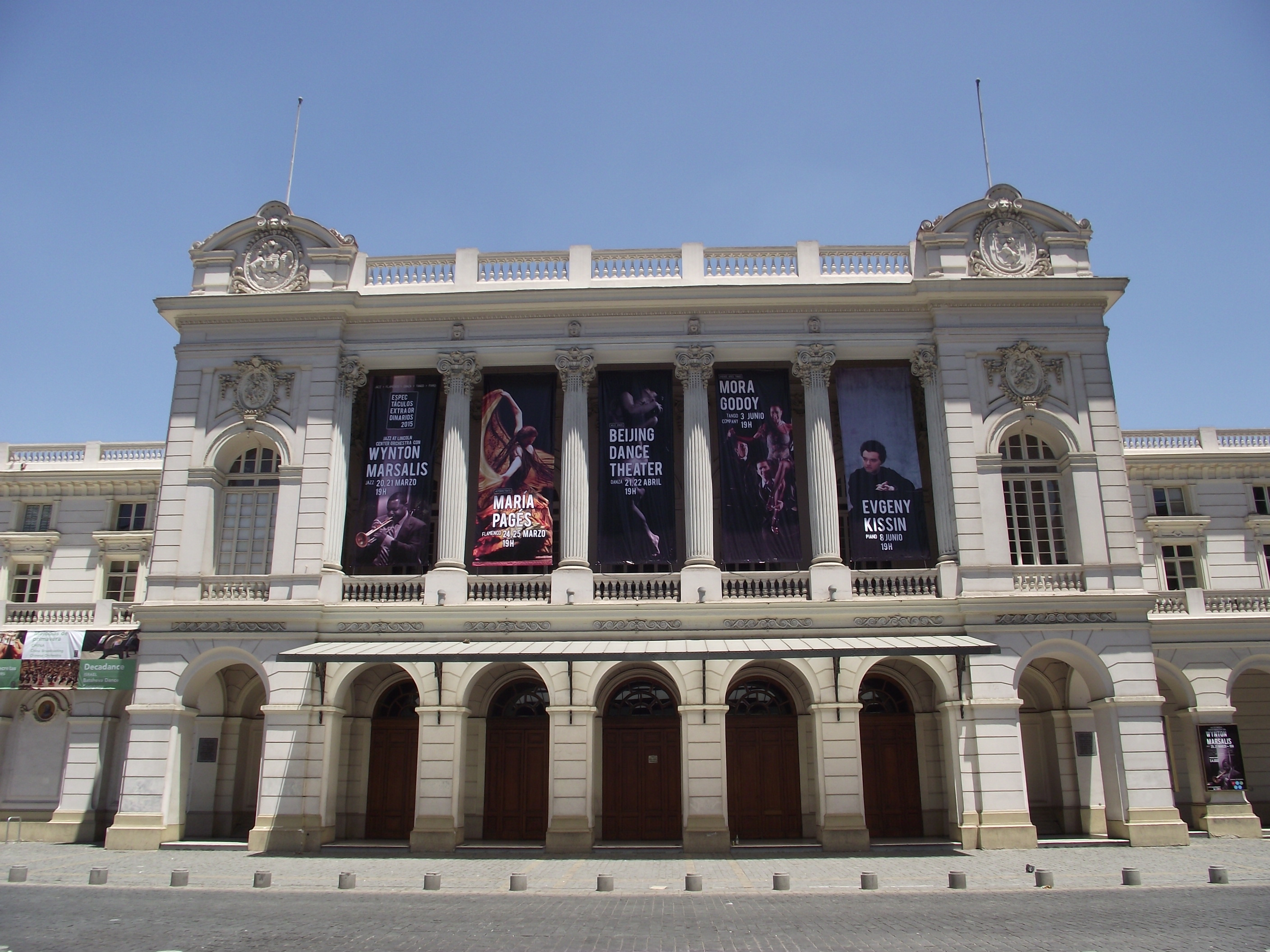
Stadttheater Santiago

Santiago ist ein kulturelles Zentrum und zieht die besten Künstler klassischer und moderner Musik sowie Tanz- und Theaterkunst des ganzen Landes an. Die Stadt besitzt zahlreiche Klubs, Diskotheken und Lokale. Techno, House und elektronische Musik konkurrieren hier mit Rock und Pop sowie karibischen Rhythmen (Salsa, Cumbia, Merengue). In den Kinos der Hauptstadt sind neben einheimischen Filmen auch aktuelle Produktionen aus Europa und den USA zu sehen.
In Klassikzyklen treten chilenische und internationale Virtuosen auf und im 1857 eröffneten Stadttheater Santiago (Teatro Municipal) wird eine jährliche Opernsaison veranstaltet. Darüber hinaus gibt es Balletvorführungen und klassische Musik. Im Konzertsaal des „Teatro Universidad de Chile“ spielt unter anderem das chilenische Sinfonieorchester. In kleinen Kulturzentren und Off-Theatern finden zahlreiche Veranstaltungen statt, in intimen Kneipen spielen bekannte einheimische Künstler und in Parks und auf öffentlichen Plätzen sind Aufführungen von Straßentheatergruppen zu sehen.

### Museen

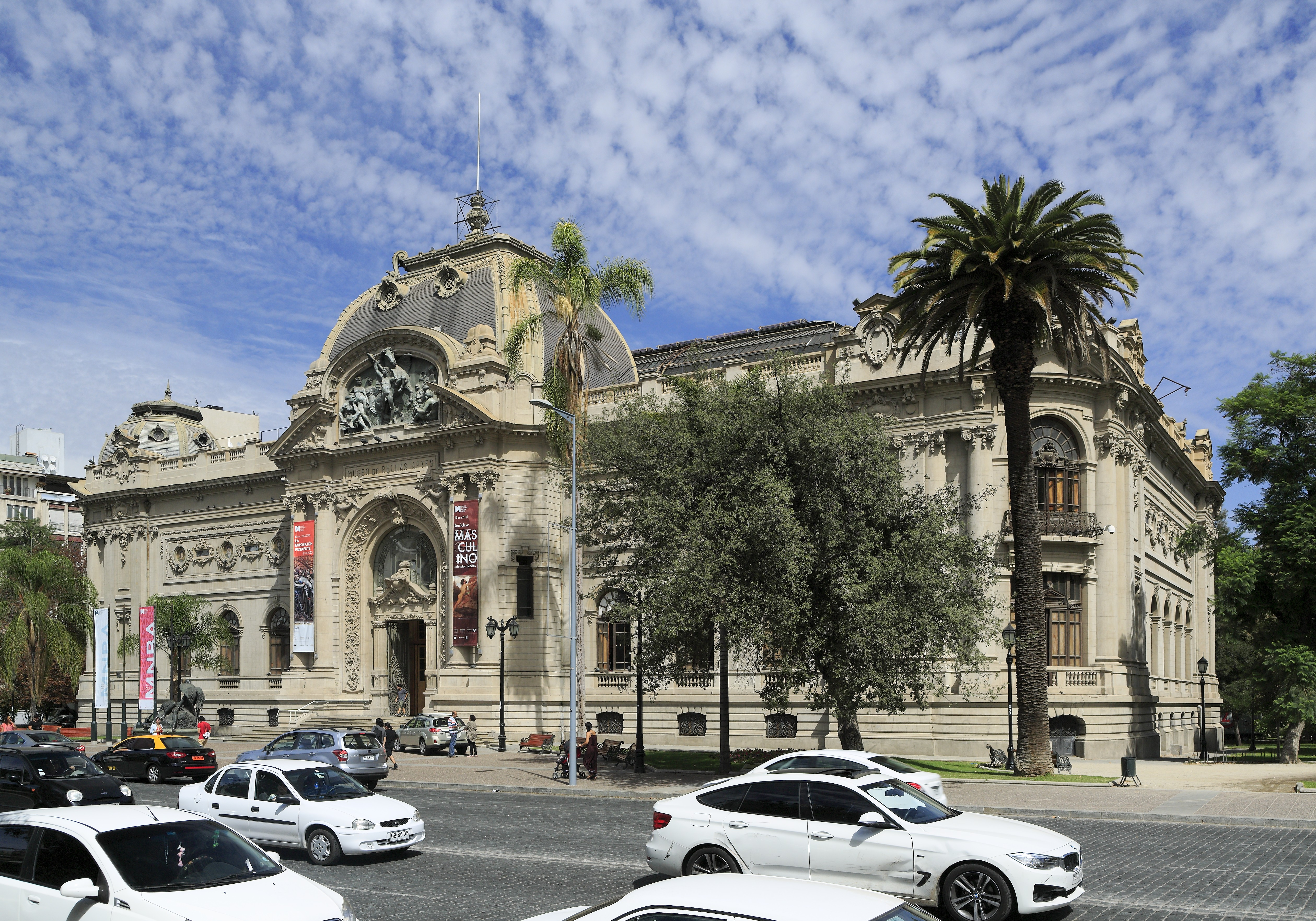
Museo Nacional de Bellas Artes

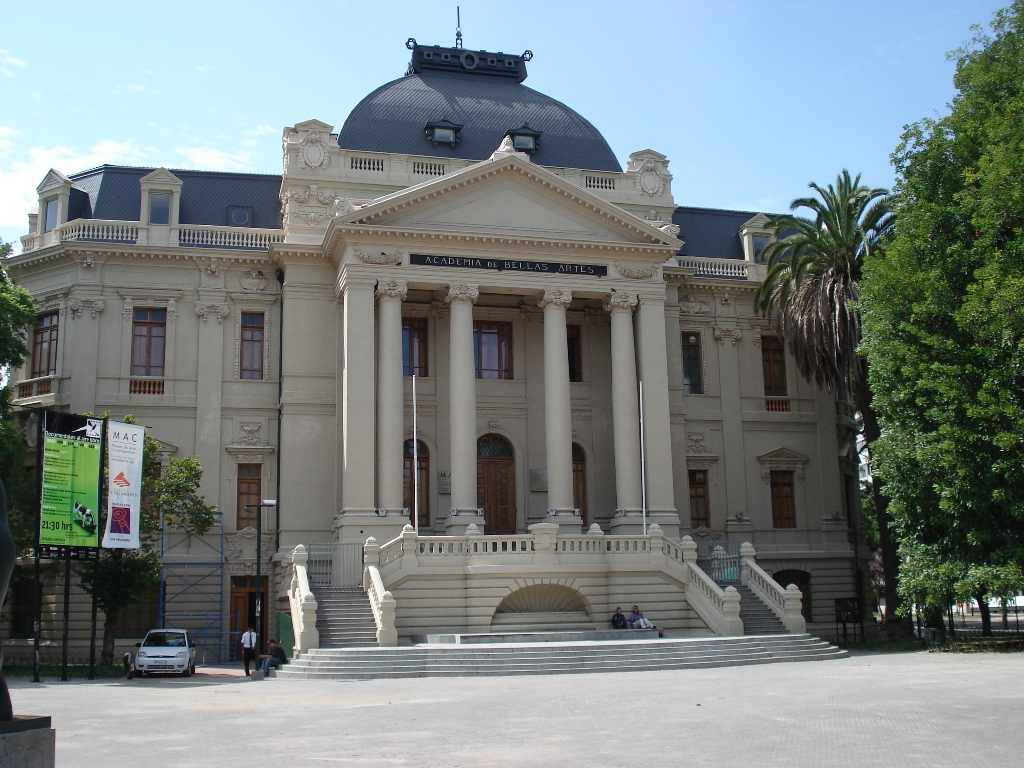
Die Academia de Bellas Artes beherbergt das Museo de Arte Contemporaneo

Santiago besitzt mehrere Museen. Zu nennen sind hier insbesondere das Museo Histórico Nacional (Geschichtsmuseum), das Museo Nacional de Bellas Artes (Nationalmuseum der schönen Künste), das Museo de Artes Visuales (Museum der bildenden Künste), das Museo de la Solidaridad, Salvador Allende und das Museo Chileno de Arte Precolombino (Chilenisches Museum für präkolumbische Kunst).
Letzteres beherbergt eine umfassende Sammlung von Kunstgegenständen aus Mittel- und Südamerika aus der Zeit vor der europäischen Entdeckung beherbergt. Es handelt sich dabei um eines der bedeutendsten Museen für diesen Kulturraum. Die Ausstellungsstücke, häufig tierische oder menschliche Figuren aus verschiedenen Materialien, sind zum Teil über 5000 Jahre alt. Daneben gibt es Mumien, Tongefäße und Webearbeiten. Das Museum wurde 1981 eröffnet und geht auf die Privatsammlung von Sergio Larrain Garcia Moreno zurück. Im Museum finden auch Wechselausstellungen statt. Ferner beherbergt es eine Bibliothek zu Forschungszwecken.
Die Metro de Santiago dient nicht nur als Transportsystem, sondern gilt auch als kulturelle Sehenswürdigkeit. Die U-Bahn-Station „Universidad de Chile“ besitzt ein großflächiges Wandgemälde von Mario Toral, das die Geschichte des Landes darstellt. Andere Kunstwerke befinden sich in den U-Bahnhöfen „Baquedano“, „Bellas Artes“, „Santa Lucía“ (portugiesische azulejos, ein Geschenk der Metro Lissabon), „República“ sowie in vielen anderen Bahnhöfen. Auch wurde in der Station „La Moneda“ das Licht gedimmt. Der Bahnhof wird nur noch durch die neuen beleuchteten Wandgemälde erleuchtet.
Die Villa Grimaldi in La Reina war ein Gelände, auf dem 1975 bis 1988 Oppositionelle der Pinochet-Diktatur gefoltert wurden. Heute befindet sich auf dem weniger als ein Hektar großen Grundstück an der Avenida José Arrieta 8200 der privat finanzierte sogenannte Parque de la Paz (Park des Friedens). Das Konzept der Gedenkstätte entspricht der offiziellen Richtung der Erinnerungskultur in Chile. Statt einer umfassenden Gedenkstätte (es gibt einige Gedenktafeln) wurde ein Park und eine Bühne für kulturelle Veranstaltungen errichtet.
Das 2010 eröffnete Museo de la Memoria y los Derechos Humanos ist dem Gedenken an die Opfer der Militärdiktatur gewidmet. Es zeigt Fotos, Briefe, Zeitungsartikel und persönliche Erinnerungsstücke und soll die Erinnerung an die Opfer wachhalten sowie die Bedeutung der Menschenrechte als globale Aufgabe vermitteln. Wechselnde Ausstellungen zeigen aktuelle Kunst, die sich mit diesem Abschnitt der chilenischen Geschichte auseinandersetzt.
Auf dem Zentralfriedhof von Santiago in der Kommune Recoleta sind etwa zwei Millionen Menschen auf einer Fläche von 86 Hektar beerdigt, unter ihnen viele wichtige Persönlichkeiten der chilenischen Geschichte wie Salvador Allende und Künstler wie Víctor Jara und Violeta Parra. Auf dem Friedhofsgelände befindet sich auch ein Denkmal für die Toten und die bis heute vermissten Opfer der Militärdiktatur.

### Bauwerke

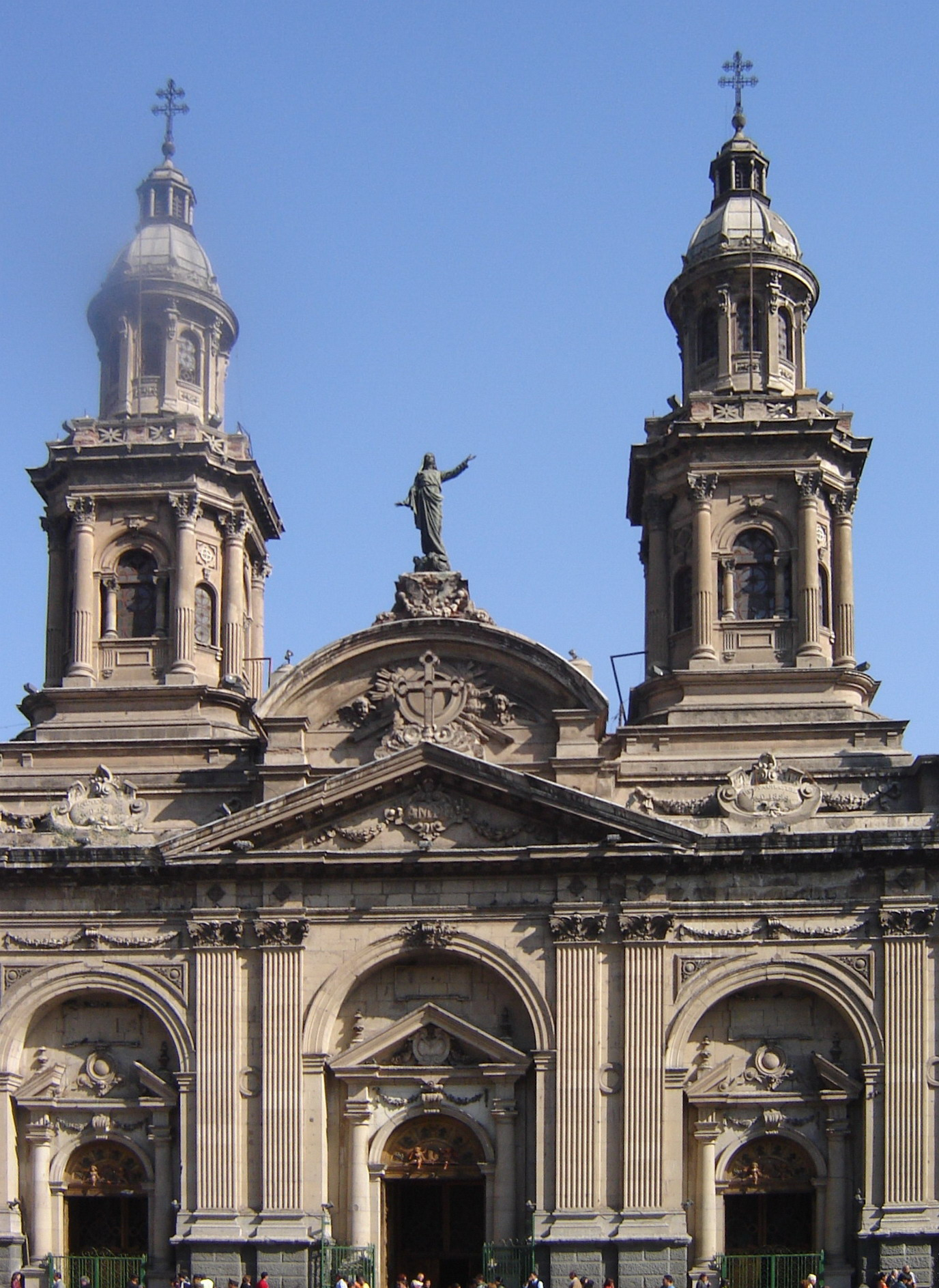
Kathedrale

Trotz der langen Geschichte befinden sich nur wenige historische Bauten aus der spanischen Kolonialzeit in der Stadt, da Santiago – wie der Rest des Landes – regelmäßig von Erdbeben heimgesucht wurde. Zu den Gebäuden aus dieser Zeit zählen unter anderem die Casa Colorada (1769), die Iglesia San Francisco (1586) und die Posada del Corregidor (1750).
Ein anderer Grund, dass es an alten Gebäuden aus dieser Zeit mangelt, ist der Neureichtum Chiles. Zur Zeit der spanischen Kolonie hatte die Stadt wirtschaftlich nur eine geringe Bedeutung, der Aufschwung kam erst nach der Unabhängigkeit. Viele Gebäude wurden hauptsächlich im neoklassizistischen Stil errichtet.
Die Catedral Metropolitana de Santiago am zentralen Platz (Plaza de Armas), 1745 nach Plänen von Joaquim Toesca erbaut, zählt ebenso zu den Sehenswürdigkeiten, wie La Moneda, der klassizistische Präsidentenpalast, der bis 1981 noch die Einschüsse zeigte, die General Pinochets Truppen beim Putsch gegen den demokratisch gewählten Präsidenten Salvador Allende 1973 hinterlassen hatten. Das ursprüngliche Gebäude entstand zwischen 1784 und 1805 nach Plänen des Architekten Joaquín Toesca. Seit 1846 ist der Präsidentenpalast Sitz der Regierung des Landes.
Weitere Gebäude am Plaza de Armas sind die 1882 fertiggestellte pastellfarbene Hauptpost (Correo Central) und der zwischen 1804 und 1807 erbaute Palacio de la Real Audiencia, in dem am 18. September 1810 – heute Datum des Nationalfeiertages – die erste Regierung des Landes tagte. Der Palast beherbergt das Historische Museum mit rund 12.000 Ausstellungsstücken. Im Südosten des Platzes steht die 1893 erbaute blaue Eisenkonstruktion des Edwards-Kaufhauses (Edificio Comercial Edwards) und der 1769 fertiggestellte Kolonialbau der „Casa Colorada“, Sitz des historischen Stadtmuseums.
Nahe befindet sich das Stadttheater (Teatro Municipal). Das 1906 durch ein Erdbeben zerstörte Gebäude wurde 1857 nach Plänen des französischen Architekten Brunet des Baines errichtet. Nicht weit vom Theater die „Mansión Subercaseaux“ (heute Sitz der Banco Edwards) und die Nationalbibliothek (eine der größten Bibliotheken Südamerikas). In Gegenrichtung gruppieren sich der frühere Nationalkongress, der Justizpalast und das Königliche Zollhaus (Palacio Real Casa de Aduana) mit dem Museum für Präkolumbische Kunst.

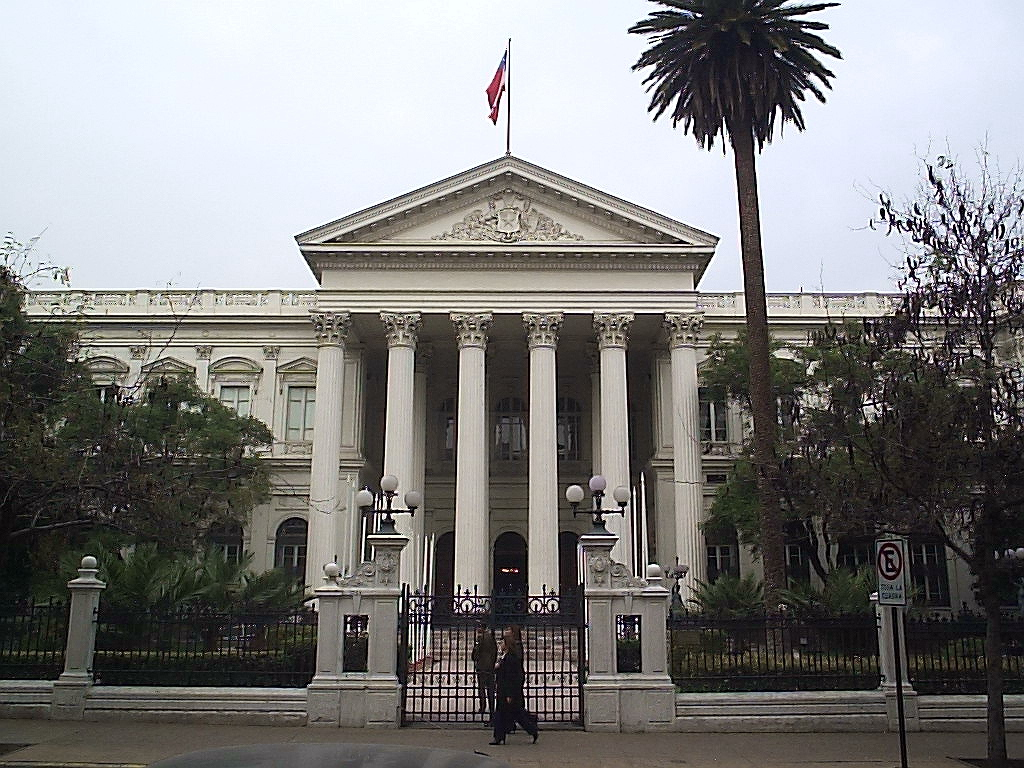
Früherer Nationalkongress

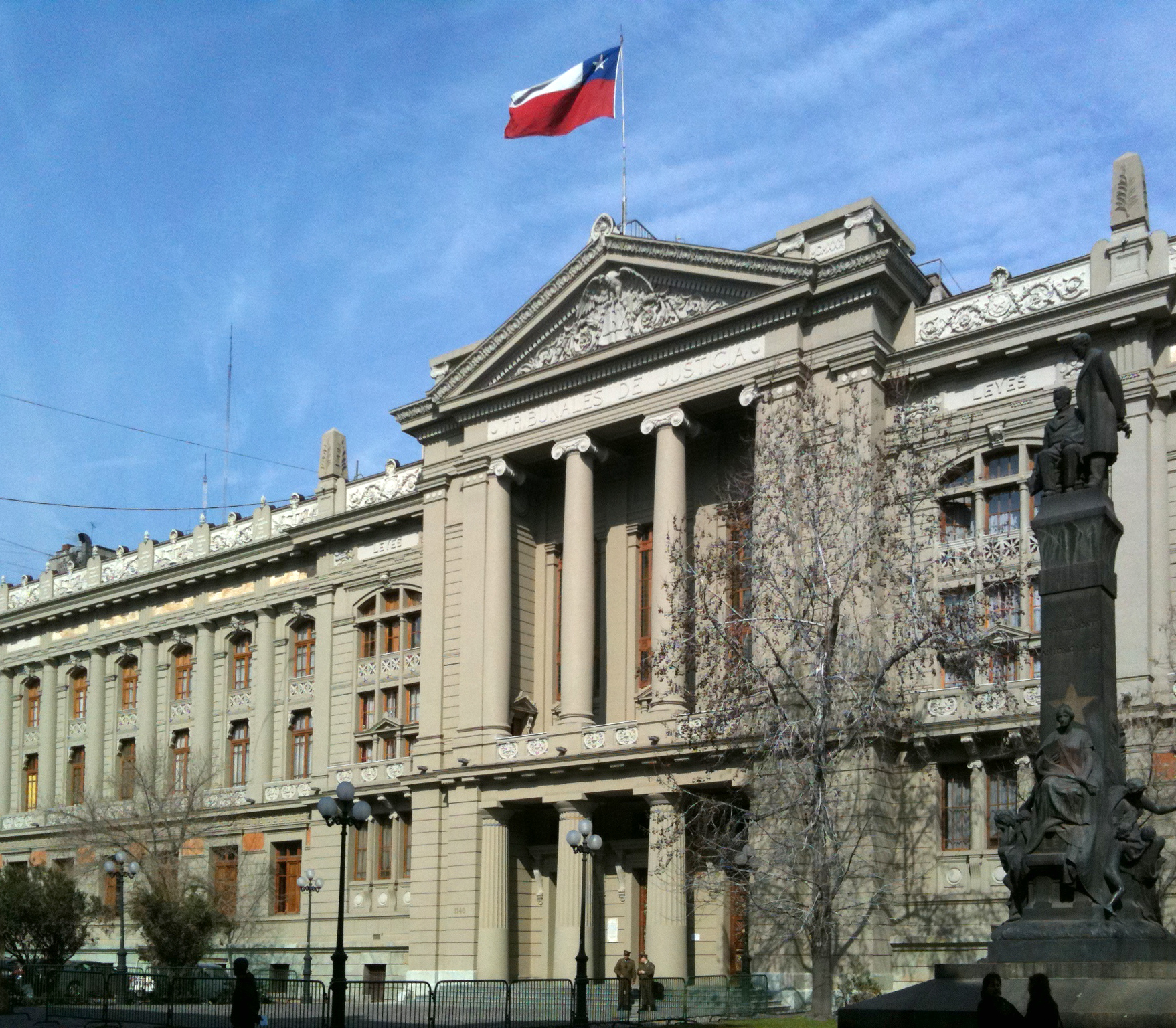
Justizpalast

Der ehemalige Nationalkongress (Congreso Nacional) steht nahe dem Boulevard Liberador Bernado O’Higgins. Die Arbeiten am ursprünglichen Gebäude begannen 1858 nach Plänen des Architekten Brunet des Baines. Ein Feuer zerstörte das Bauwerk 1895. Es wurde anschließend umgebaut und 1901 im neoklassizistischen Stil wieder eröffnet. Der erste chilenische Nationalkongress wurde am 4. Juli 1811 durch Beschluss (1810) der Regierungsjunta in Santiago gebildet. Unter der Militärdiktatur von Augusto Pinochet (1973–1989) wurde der Kongress entmachtet und nach Ende der Diktatur in Valparaíso am 11. März 1990 neu konstituiert.
Am Plaza Montt steht das Gebäude des Justizpalastes (Palacio de Tribunales). Das Bauwerk entstand zwischen 1907 und 1926 nach Plänen des Architekten Emilio Doyére. Es ist Sitz des Obersten Gerichtshofes (Corte Suprema de Justicia). Das Kollegialgericht mit 21 Richtern ist die höchste richterliche Gewalt in Chile. Die Richter werden von den Richtern des Obersten Gerichts vorgeschlagen und vom Präsidenten auf Lebenszeit ernannt. Das Gebäude ist auch Sitz des Obersten Berufungsgerichtes des Landes.
Die Calle Bandera führt zum 1917 fertiggestellten Gebäude der Handelsbörse (Bolsa de Comercio), zum 1925 eröffneten „Club de la Unión“, zur Universidad de Chile (1872) und zur ältesten Kirche der Stadt, der Iglesia de San Francisco (1586 bis 1628 erbaut) mit der Marienstatue „Virgen del Socorro“ von Pedro de Valdivia. Nördlich der Plaza de Armas führt die Paseo Puente zur Santo-Domingo-Kirche (1771) und zur Markthalle (Mercado Central), einer mächtigen Eisenkonstruktion. Die Kirche der Sakramentiner wurde 1934 erbaut. 
Ihren 1974 fertiggestellten Torre Entel, einen 127,4 Meter hohen Fernsehturm mit Aussichtsplattform im Stadtzentrum nutzt die Telefongesellschaft Entel Chile als Kommunikationszentrum.
Mit dem Costanera Center entsteht ein kommerzielles und architektonisches Wahrzeichen der Hauptstadt. Dabei geht es um eine Kombination aus Arbeitsplätzen, Wohnungen sowie Einkaufs- und Unterhaltungsmöglichkeiten. Zu dem Projekt mit einer Gesamtfläche von 600.000 Quadratmetern gehören der 300 Meter hohe Gran Torre Costanera (höchstes Gebäude Südamerikas) und drei weitere Geschäftsgebäude mit Einkaufszentren, Geschäften, Kinos, einem Vergnügungszentrum, gastronomischen Einrichtungen, Hotels, Büros und Luxuswohnungen. Der vier Bürotürme umfassende Gebäudekomplex erhält einen eigenen Autobahn- und U-Bahn-Anschluss. Die Fertigstellung war für 2009 geplant, wegen der Wirtschaftskrise wurden die Bauarbeiten jedoch zeitweise eingestellt, Ende 2009 jedoch wieder aufgenommen, wodurch sich die Fertigstellung auf 2011 verzögert.

### Parks

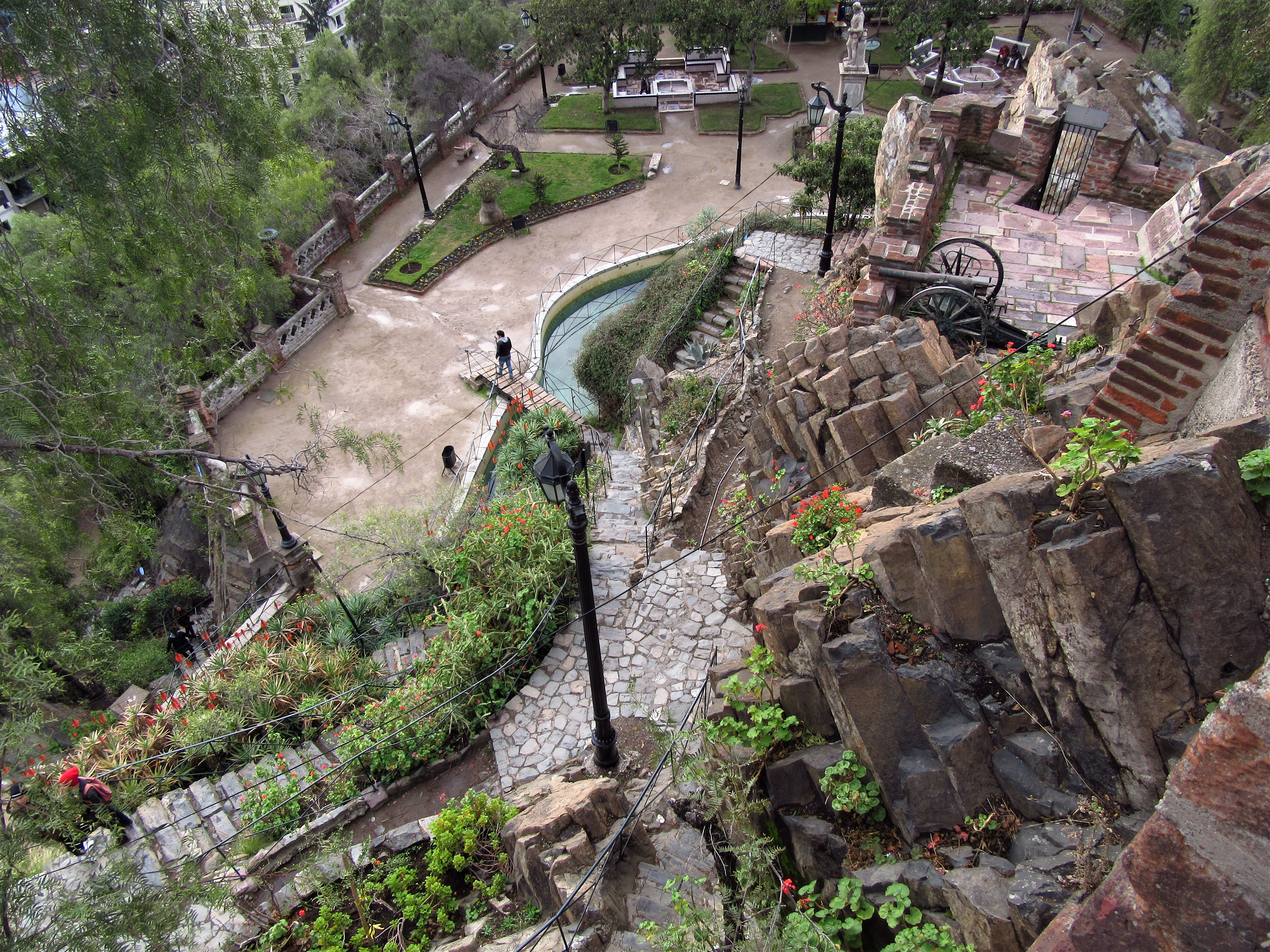
Cerro Santa Lucía

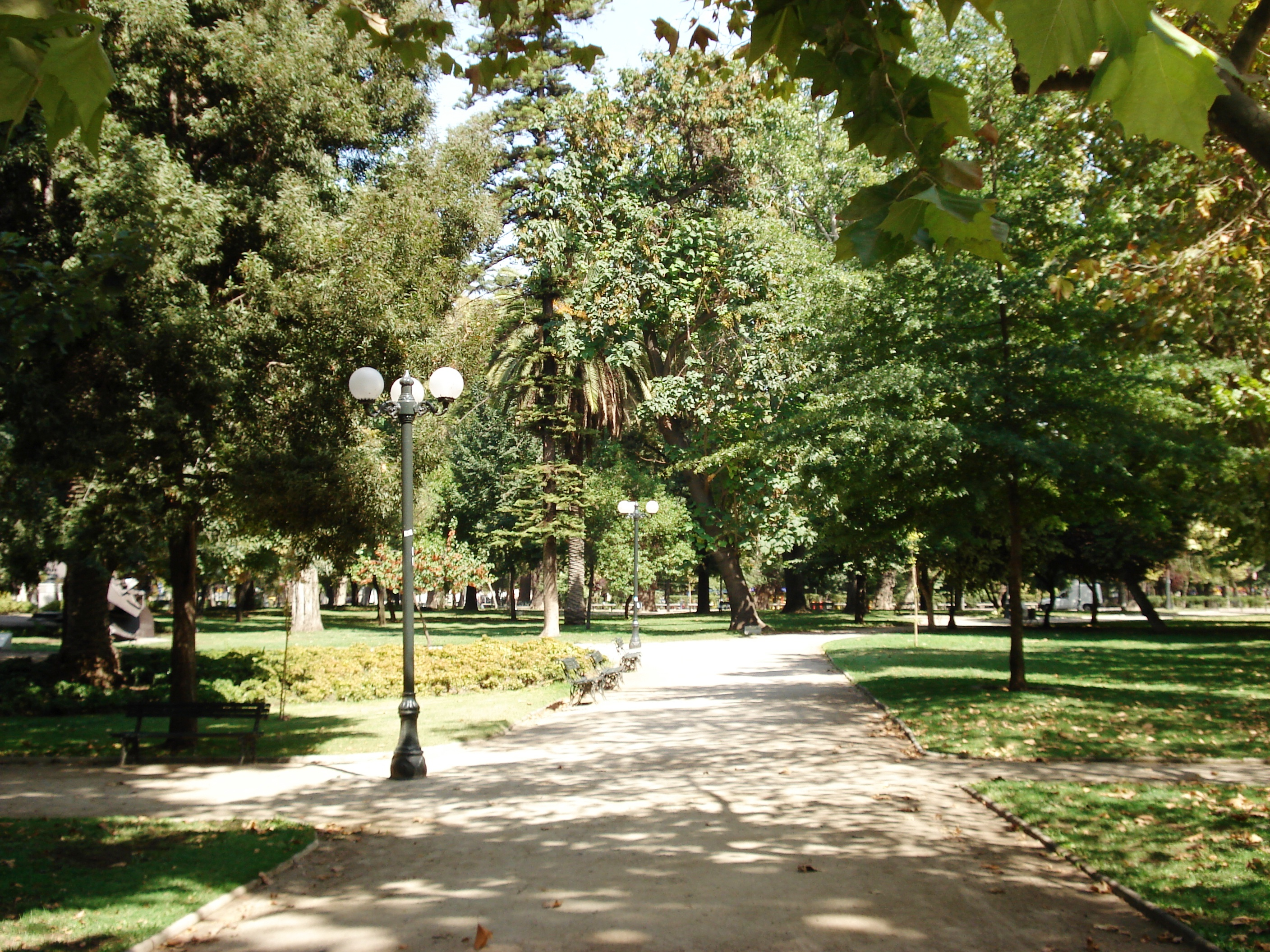
Parque Forestal

Am Rande der Altstadt liegt der Cerro Santa Lucía, eine grüne Parkoase auf dem Hügel, auf dem Santiago gegründet wurde. Schon im 19. Jahrhundert und als Teil eines Verschönerungsplanes für Santiago, speziell in Vorbereitung auf die „100 Jahrfeier der Chilenischen Republik“, wurden unter Mitwirkung von Benjamín Vicuña Mackenna die Festungsbauwerke auf dem „Santa Lucía“ geschleift: Fußwege, eine Kapelle auf der Hügelspitze, mehrere Brunnen und Erker gebaut und schließlich einige Bäume angepflanzt, so dass der Hügel heute einen parkähnlichen Charakter besitzt.
Der Cerro San Cristóbal mit dem „Parque Metropolitano“ ist ein in die Stadt hineinragender Vorläufer der Anden, der mit einer Standseilbahn und einer Seilbahn erklommen werden kann. Sein alter Name war Tupahue, er wurde von den spanischen Eroberern nach dem heiligen Christophorus umbenannt. Auf dem Berg befinden sich unter anderem der Zoo von Santiago, eine Kirche, ein Amphitheater und eine 22 Meter hohe Marienstatue, ein Wahrzeichen der Stadt.
Der „Parque Forestal“ erstreckt sich am Südufer des Río Mapocho. Im Park befinden sich der „Palacio de Bellas Artes“ mit dem Museum der schönen Künste (Museo de Bellas Artes) und das Kulturzentrum „Estacion Mapocho“, in dem jedes Jahr eine Buchmesse stattfindet. Ein weiterer Park ist der „Parque Quinta Normal“, in dem sich mehrere Museen, Spielplätze, Fahrradwege und ein Teich befinden. Im O’Higgins-Park, benannt nach Chiles Gründungsvater Bernardo O’Higgins, befinden sich das Marsfeld mit Paradestraße, Fantasilandia (ein Vergnügungspark) und die kreisrunde „Arena Santiago“ mit einem Fassungsvermögen für 12.000 Zuschauer.

### Freizeit und Erholung

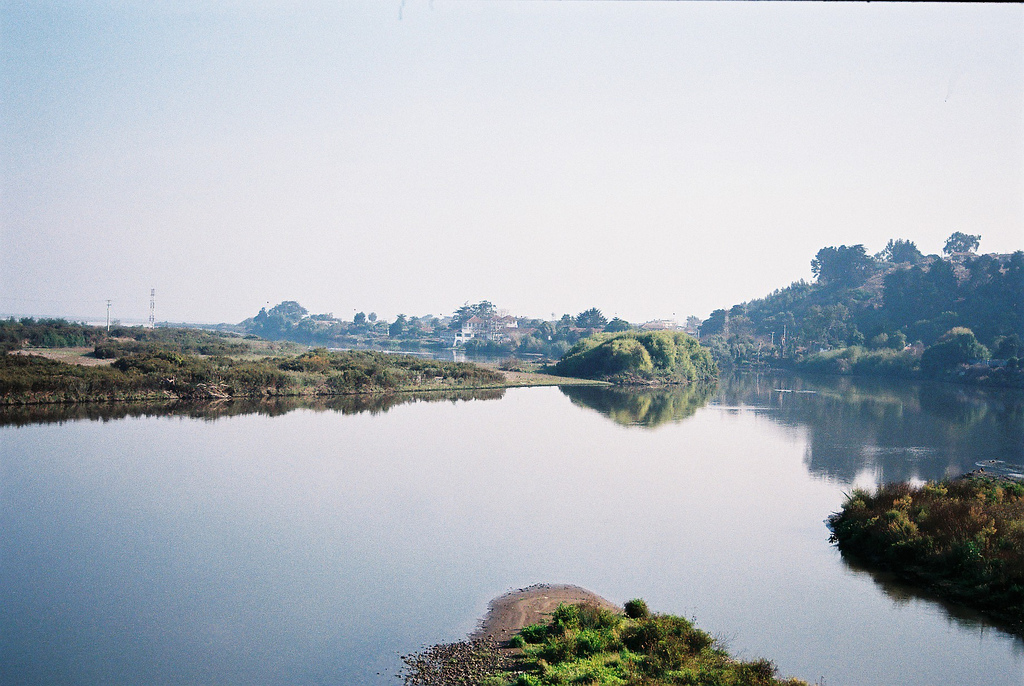
Río Maipo

Santiago ist eine der wenigen Metropolen, von denen aus das Meer ebenso schnell erreichbar ist wie die Skigebiete. In einem Radius von etwa 100 Kilometern von der Stadt entfernt liegen die Badeorte Viña del Mar und Valparaíso sowie zahlreiche Skigebiete der Anden.
Im Tal des Río Maipo (Cajón del Maipo) befinden sich mehrere Weingüter, die zum Teil schon seit dem 19. Jahrhundert Wein herstellen. „Viña Concha y Toro“ ist das größte und ertragreichste Weingut des Landes, „Viña Santa Carolina“ zählt zu den ältesten Weingütern Chiles, dessen Keller zum Nationaldenkmal erklärt wurden, und „Viña Santa Rita“ wurde bereits 1880 gegründet.
Wichtige Zuflüsse des Río Maipo sind der Río Yeso, der Río Colorado und der Río Mapocho. Der Fluss ist vor allem bei Kajakfahrern beliebt. Mehrere Picknickplätze, Restaurants und kleine Siedlungen liegen zwischen den Hügeln und Bächen des Tales. Von hier ist der Nationalpark „Monumento Natural El Morado“ mit dem 4674 Meter hohen „Morado“ zu erreichen. Der Gipfel ist ein beliebtes Ziel für Trekking- und Bergsteigtouren.
16 Kilometer von San José de Maipo entfernt befindet sich auf einer Höhe von 2200 Metern das Skizentrum „Lagunillas“. Hier kann auf zahlreichen Pisten Wintersport betrieben werden. Das Skigebiet ist bisher noch relativ bescheiden ausgebaut. Für die Zukunft existieren aber umfangreiche Bebauungspläne.

### Sport

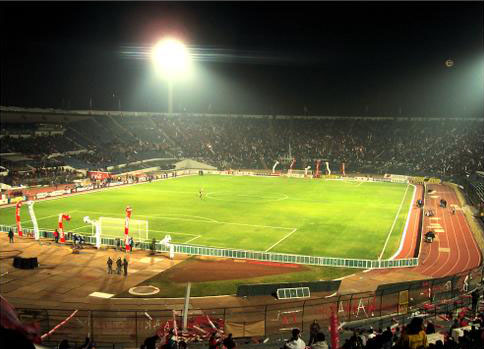
Nationalstadion

Santiago ist Heimat der besten chilenischen Fußballklubs. Der erfolgreichste von ihnen heißt CSD Colo-Colo. Gegründet wurde der Verein am 19. April 1925. Er hat eine lange Tradition und spielt seit der Einrichtung der ersten chilenischen Liga im Jahr 1933 ununterbrochen in der höchsten Spielklasse. Die Mannschaft ist mit 26 Titeln chilenischer Rekordmeister und durch den Titelgewinn 1991 die einzige chilenische Mannschaft, die je die Copa Libertadores gewann. Der Verein trägt seine Heimspiele im Estadio Monumental in Macul, einem Vorort von Santiago aus.
Ein weiterer großer Verein ist CF Universidad de Chile. Der Klub ist einer der bekanntesten und erfolgreichsten chilenischen Fußballklubs mit dreizehn Meistertiteln und drei Pokalerfolgen und wird häufig nur kurz U de C genannt. Er wurde am 24. Mai 1927 unter dem Namen Club Deportivo Universitario als Zusammenschluss von Club Náutico und Federación Universitaria von Studenten der Universidad de Chile gegründet. 1980 erfolgte die organisatorische Trennung von der Universität und der Klub ist seither komplett unabhängig. Die Mannschaft spielt im Estadio Nacional de Chile.
Der Club Deportivo Universidad Católica wurde am 21. April 1937 gegründet und wird häufig auch nur kurz UC oder Católica genannt. Er besteht aus vierzehn verschiedenen Abteilungen, die für die Studenten der gleichnamigen Universität gedacht sind. Weit über die Grenzen Chiles hinaus bekannt ist der Verein wegen seiner Fußballmannschaft. Diese trägt ihre Heimspiele im Estadio San Carlos de Apoquindo aus. Universidad Católica ist mit neun Meistertiteln einer der erfolgreichsten Fußballvereine des Landes. In der Copa Libertadores stehen über 20 Teilnahmen zu Buche. Zum größten internationalen Erfolg kam UC im Jahre 1983, als er erst im Finale dem FC São Paulo unterlag.
Neben dieser drei Spitzenklubs sind weitere Vereine aus Santiago in der chilenischen Fußball-Liga etabliert (z. B. Audax Italiano, CD Palestino, Unión Española).
Neben Fußball spielen insbesondere Tennis und der Reitsport (hier vor allem auch das chilenische Rodeo) eine bedeutende Rolle. Im ganzen Stadtgebiet verteilt befinden sich Wettstuben, in denen hauptsächlich die männlichen Einwohner Santiagos die Pferderennen an Bildschirmen verfolgen. Das 1904 fertiggestellte „Hipódromo Chile“ liegt im Süden der Stadt. Hier finden jede Woche Pferderennen statt.
2010 war Santiago de Chile Ausrichter der fünften Faustball-Weltmeisterschaft der Frauen.
2014 wurde das Velódromo Peñalolén eröffnet, in dem im März 2014 die Bahnradsportwettbewerbe der Südamerikaspiele und im September 2015 die Panamerikanischen Bahnmeisterschaften ausgetragen wurden.

### Regelmäßige Veranstaltungen
Jährlich im Januar findet mit dem „Festival Internacional de Teatro Santiago a Mil“ das bedeutendste Theaterfestival des Landes in Santiago statt. Für zwei Wochen wird die Hauptstadt in eine große Bühne verwandelt. Auf zahlreichen öffentlichen Plätzen, in Parks, alten Bahnhöfen und Theatersälen präsentieren nationale und internationale Theatergruppen ihre Stücke dem Publikum. Seit 1994 werden die besten einheimischen Stücke der Saison aufgeführt und Gastgruppen aus dem Ausland eingeladen.
Ebenfalls im Januar findet auf der „Plaza Italia“ die Loveparade statt. Auf zahlreichen Wagen und der Hauptbühne legen rund 100 DJs elektronische Musik auf. Im Februar feiern die Bewohner Santiagos in den Parks der Stadt das „Festival de Jazz en Ñuñoa“. Auf dem „Santiago International Film Festival“ im August sind überwiegend Filme aus Lateinamerika zu sehen. Im September und Oktober stellen beim „Vinos de Chile“ zahlreiche der renommiertesten Weingüter des Landes ihre Weine vor.
Jährlich am 18. September, dem Tag der Unabhängigkeit (Día de la Independencia), und am 19. September, dem Tag des Heeres (Día del Ejército), finden die größten Festivitäten des Jahres statt. Es werden chilenische Volkstänze aufgeführt, Rodeos geritten und Militärparaden abgehalten. Das internationale Kurzfilmfestival (Santiago International Short Film Festival) ist eine der bedeutendsten Filmveranstaltungen in Lateinamerika.

### Gastronomie

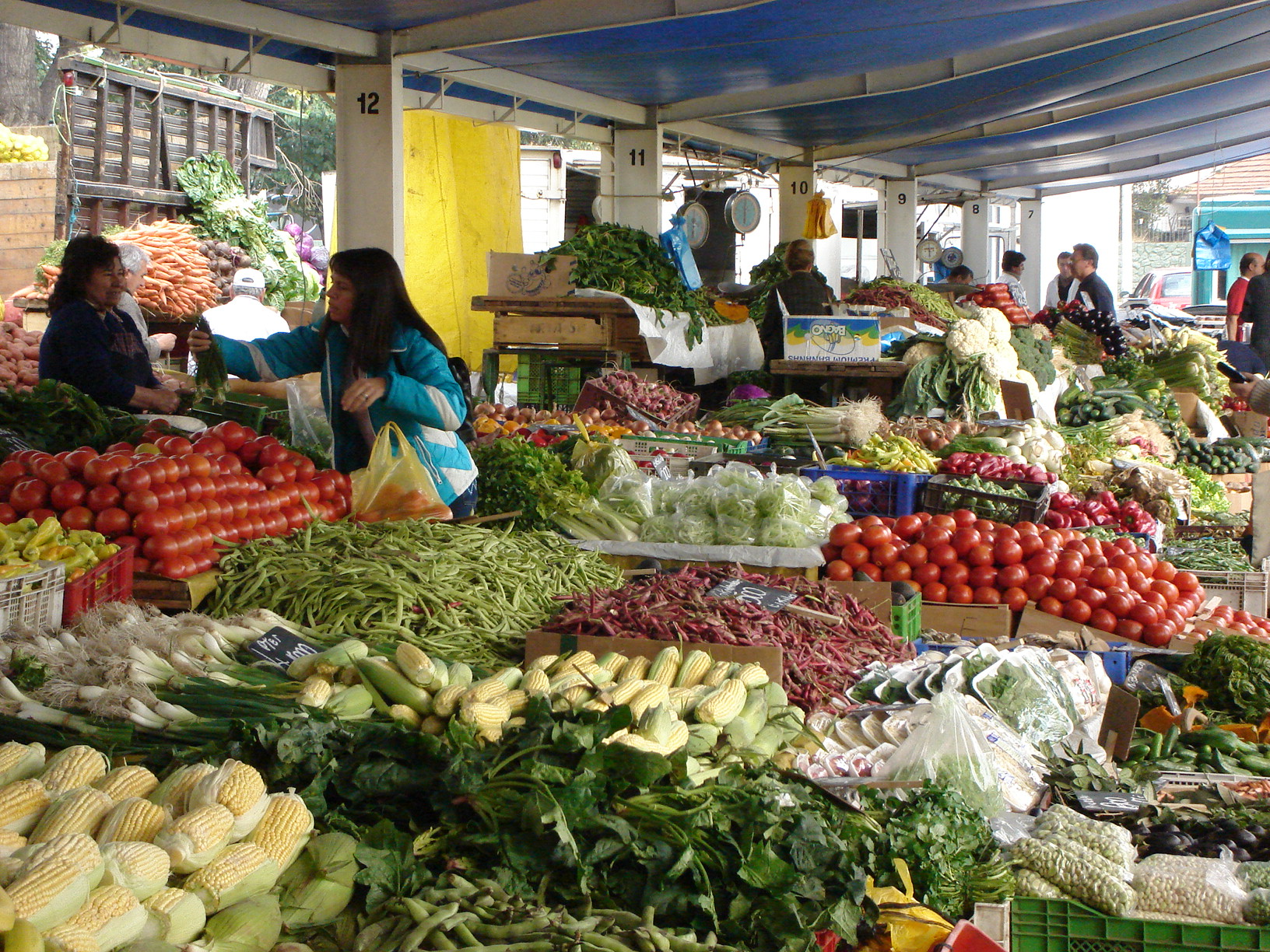
Obst- und Gemüsemarkt in Las Condes

In Santiago findet sich ein reichhaltiges und diverses Angebot an Restaurants, Cafés und Bars. Die Küche der Hauptstadtregion ist kein Ableger der spanischen Küche, vielmehr gibt es eine Vielzahl von Einflüssen – auch aus Deutschland. So sind die deutschen Bezeichnungen „Kuchen“ und „Apfelstrudel“ auch auf Werbetafeln von Cafés in Santiago zu finden.
Durch Grillen zubereitetes Fleisch, das sogenannte Asado, ist Tradition. Neben Rindfleisch werden dabei vor allem die würzigen Paprikawürste Longanizas verwendet. Außerdem wird auch gerne Huhn gegessen. Aufgrund der sonnigen Bedingungen in Mittelchile und der vulkanischen Böden ist die Region sehr gut geeignet zum Anbau einer Vielzahl von Früchten.
Zu den Nationalgerichten zählen die Empanada, das sind mit Hackfleisch, Ei und Oliven, oder mit geschmolzenen Käse gefüllte Teigtaschen, und die Cazuela, eine kräftige Suppe mit Hühnchen und Maiskolben. Humitas sind ein Maisbrei, der in Maisblättern gekocht wird und süß oder salzig gegessen wird. Als bestes Weinanbaugebiet Chiles gilt Maipo, südlich der Hauptstadt.

## Wirtschaft und Infrastruktur

### Wirtschaft

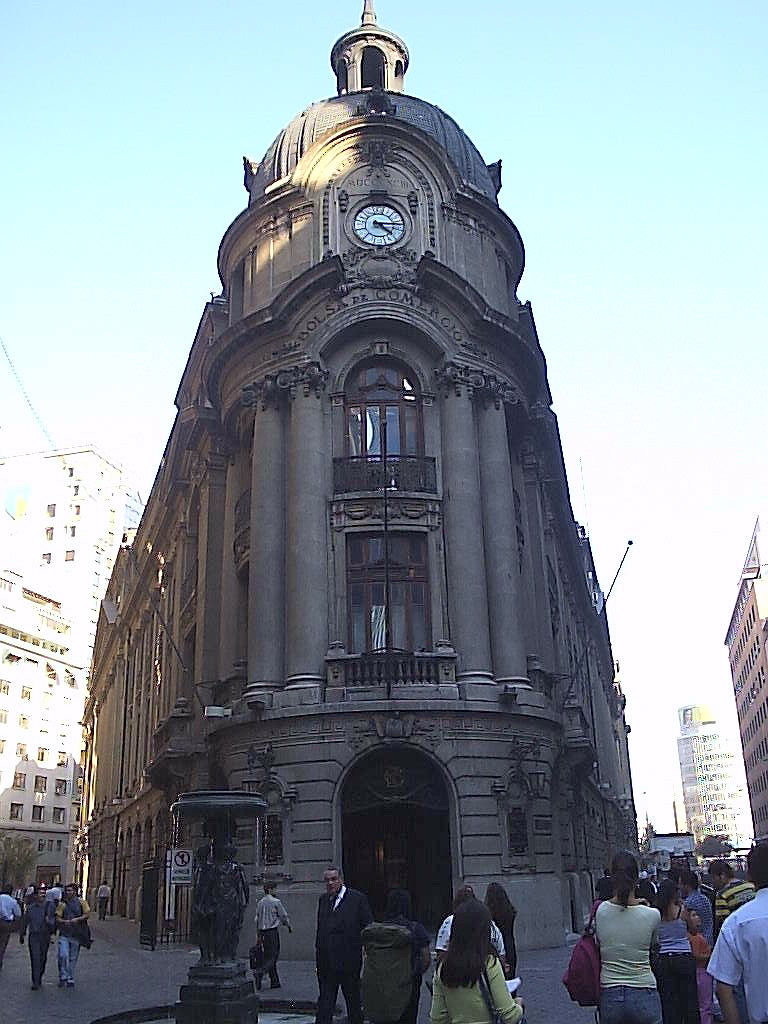
Börse von Santiago

Die bedeutendsten Unternehmen Chiles haben ihren Sitz in Santiago, ebenso viele Dependancen ausländischer Unternehmen. Laut einer Studie aus dem Jahr 2014 erwirtschaftete Santiago ein Bruttoinlandsprodukt von 171,44 Milliarden US-Dollar in Kaufkraftparität. In der Rangliste der wirtschaftsstärksten Metropolregionen weltweit belegte sie damit den 71. Platz.  Das BIP pro Kopf liegt bei 23.929 US-Dollar (KKB). Das BIP pro Kopf wuchs 2000 bis 2014 im Durchschnitt um 3,7 % jährlich. Insgesamt 3,3 Millionen Personen waren hier beschäftigt. Die Stadt ist das unbestrittene politische und wirtschaftliche Zentrum Chiles und knapp 40 % der Wirtschaftsleistung des gesamten Landes wird hier erbracht. Die größte Börse des Landes - Bolsa de Comercio de Santiago (als auch die Bolsa Electronica de Chile) hat ihren Sitz in der Stadt. Einige internationale Institutionen, wie beispielsweise ECLAC (Wirtschaftskommission für Lateinamerika und die Karibik), haben hier ihre Büros.
Unter Augusto Pinochet wurde die Wirtschaft Santiagos konsequent nach marktwirtschaftlich-neoliberalen Aspekten umgebaut und dereguliert. Durch diese Entwicklung konnte sich die chilenische Hauptstadt zu einem wirtschaftlichen Zentrum Südamerikas entwickeln, obgleich die Spanne zwischen arm und reich wie in anderen Metropolen Lateinamerikas erheblich ist. Staatliche Unternehmen wurden sowohl zu Zeiten Pinochets als auch danach größtenteils privatisiert. Aufgrund des starken Wachstums und der Stabilität der chilenischen Wirtschaft besitzen viele multinationale Unternehmen Niederlassungen in Santiago: BHP Billiton, Coca-Cola, Ford, Hewlett-Packard, IBM, Intel, JPMorgan Chase & Co., Kodak, Microsoft, Motorola, Nestlé, Reuters, Unilever, Yahoo und viele mehr.
Santiago ist auch das Medienzentrum des Landes, die nationalen Fernsehstationen senden aus der Hauptstadt, und hier erscheinen auch die überregionalen Zeitungen wie El Mercurio, La Tercera, La Nación oder Siete. Außerdem erscheint in Santiago der Condor, eine der weltweit wenigen wöchentlich erscheinenden deutschsprachigen Zeitungen. Santiago wurde in einer Studie der Wirtschaftszeitung America Economia 2004 und 2005 noch vor Miami zur wichtigsten Stadt gewählt, um in Lateinamerika Geschäfte zu führen.

### Verkehr

#### Fernverkehr

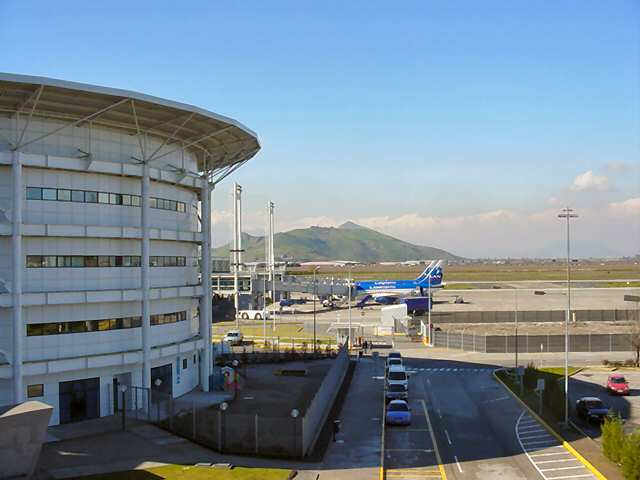
Flughafen Santiago de Chile

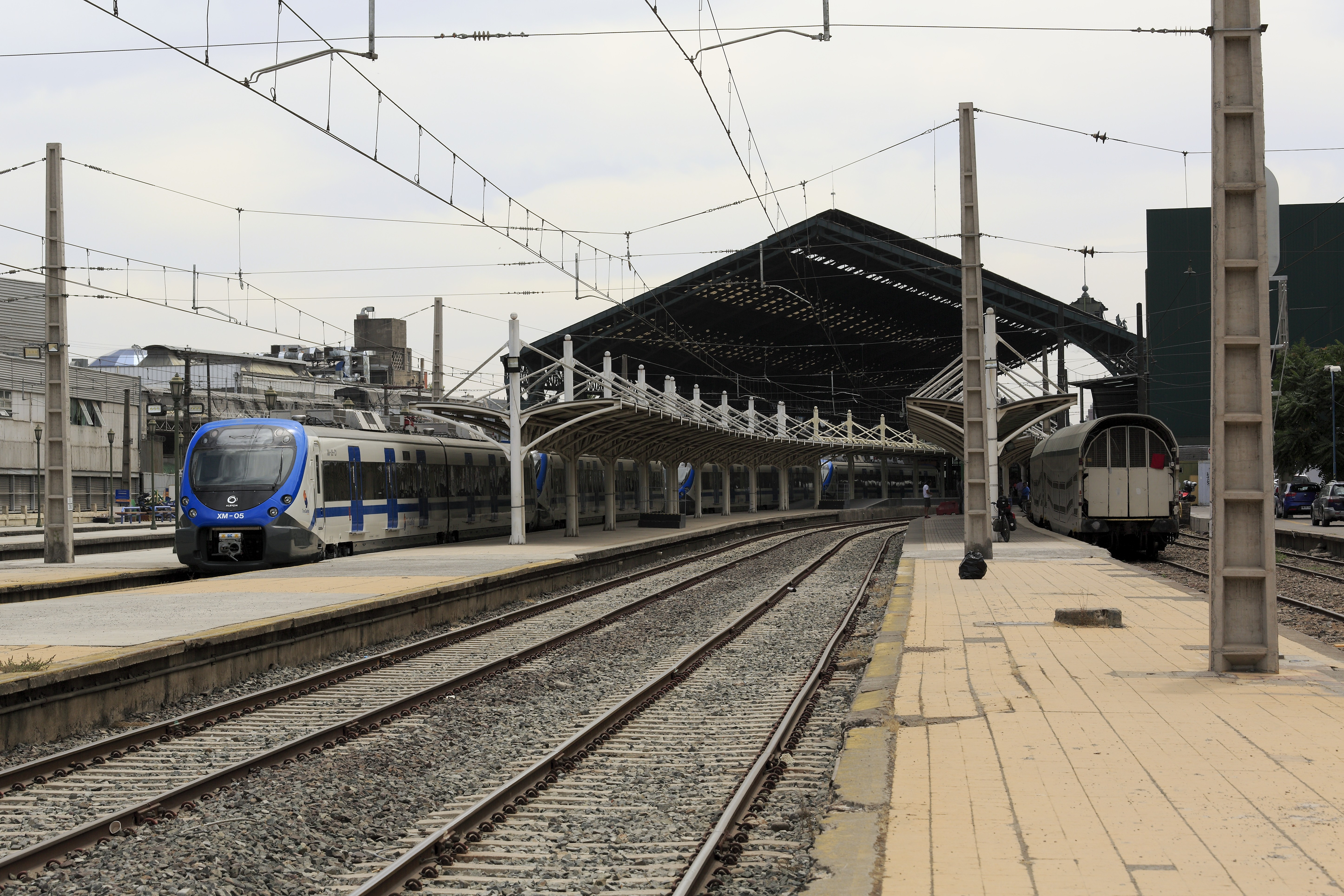
Hauptbahnhof mit Bahnhofshalle von Gustave Eiffel

Santiago ist der zentrale Verkehrsknotenpunkt des Landes mit dem Flughafen Santiago de Chile sowie Bahnverbindungen und mehreren Busterminals, von denen alle größeren Städte des Landes angefahren werden.
Die gängigste Verkehrsart, um in andere Städte zu kommen, ist die Reise mit Überlandbussen, die von verschiedenen Anbietern in verschiedenen Komfortklassen betrieben werden. Diese Klassen reichen von Bussen mit Standardsitzen bis zu den weit ausgelegten Bus Cama (Bettbusse), die mit dem Komfort eines Business- bis First-Class-Flugzeuges zu vergleichen sind.
Der Personenverkehr der Eisenbahn ist seit Jahren im Rückgang begriffen, was durch die starke Konkurrenz der Busunternehmen und den schlechten Zustand der Bahnanlagen begründet ist. Die Militärjunta hatte am Eisenbahnsystem kein Interesse. Nach einem Unfall wurde 1990 der Reiseverkehr auf der Strecke Santiago–Valparaíso eingestellt, durch die neugebaute Autobahn 68 mit deutlich kürzerer Streckenführung waren die Fahrzeiten nicht mehr konkurrenzfähig. In der Folge wurde der Bahnhof Santiago-Mapocho geschlossen und auch die Fahrleitung abgebaut.
Es gibt Bestrebungen, mehr Personen auf der Schiene zu befördern. Seit 2000 wurden wieder Fahrzeuge beschafft, zunächst gebrauchte Lokomotiven, Reisezugwagen und Triebwagen von der spanischen Renfe, nach 2010 auch neue Nahverkehrstriebwagen von Alstom. Die Strecke von Santiago nach Puerto Montt wurde teilweise erneuert. Die am 4. Januar 1884 eröffnete Verbindung zwischen der Hauptstadt und Valparaíso soll wieder durchgehende Züge bekommen. Allerdings konnte die Eisenbahngesellschaft EFE (La Empresa de los Ferrocarriles del Estado) ihre hochgesteckten Ziele nicht erfüllen und hat mit erheblichen technischen und organisatorischen Problemen zu kämpfen. Vom Hauptbahnhof (Estación Central de Santiago) wird nur eine Strecke befahren: Santiago–Rancagua–San Fernando im Vorortverkehr (Metrotrén, stündlich) und Santiago–Talca–Chillán im Fernverkehr (TerraSur, 7× täglich). In Chillán endet der Fernverkehr von Santiago, zur Weiterfahrt nach Concepción muss in den Bus umgestiegen werden. Baubedingt erreichte der Reiseverkehr im Jahr 2016 mit nur noch einem täglichen Zugpaar nach Chillán und zwei »Metrotrén«-Zugpaaren nach Rancagua einen absoluten Tiefpunkt.
Der Flughafen Santiago de Chile (Aeropuerto Internacional Comodoro Arturo Merino Benítez) wurde am 9. Februar 1967 eröffnet und am 19. März 1980 nach dem ersten Kommandanten der chilenischen Luftwaffe „Fuerza Aérea de Chile“ sowie Begründer der chilenischen Fluggesellschaft LATAM Airlines mit Sitz in Santiago benannt. Momentan gibt es eine Diskussion, den Flughafen in „Aeropuerto Internacional Pablo Neruda“ umzubenennen. Pablo Neruda war 1971 der Träger des Nobelpreises für Literatur.

#### Nahverkehr

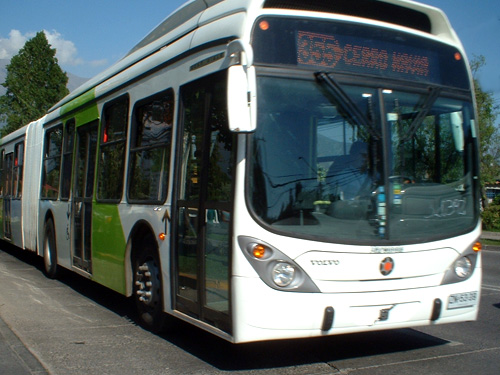
Bus von Transantiago

Die 1975 eröffnete Metro de Santiago ist das drittälteste U-Bahn-Netz Südamerikas (nach Buenos Aires und Sao Paulo) und erschließt große Teile der Hauptstadtregion. Es besitzt fünf Linien mit einer Länge von 83 Kilometern und 85 U-Bahn-Stationen. Die Metro verbindet die einzelnen Stadtteile Santiagos. Außerdem gibt es Micro-Busse, Taxis und Sammeltaxis, die auf festen Routen, aber ebenfalls ohne festen Zeitplan verkehren. Zur Vorbereitung der Feiern zur 200-jährigen Unabhängigkeit des Landes im Jahre 2010 erfolgte eine Erneuerung der Verkehrsmittel.

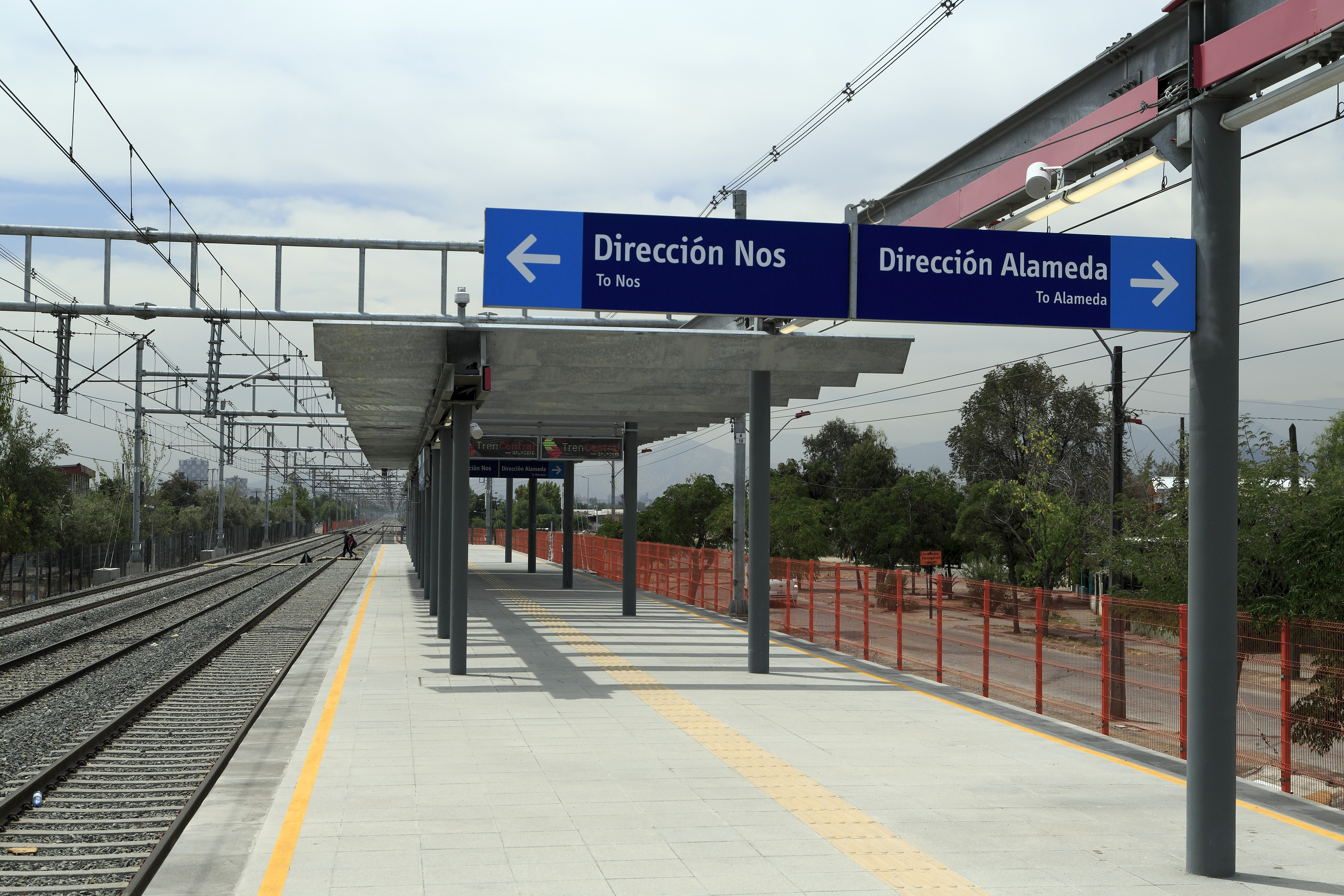
Hp Pedro Aguirre Cerda, »Metrotrén Nos«

2007 wurde unter dem Namen Transantiago ein integriertes ÖPNV-System, das aus Bus- und U-Bahnlinien besteht, eröffnet und im März 2019 in Red Metropolitana de Movilidad umbenannt. Das komplett neu entworfene Liniennetz ist in zwei Teilnetze aufgeteilt: ein Hauptliniennetz innerhalb der Stadt, das Buslinien und die bereits bestehenden U-Bahn-Linien umfasst, und ein System von Lokal- und Zubringerlinien. Es gibt für beide Teilnetze eine integrierte Fahrpreisstruktur. Die Zahlung erfolgt mit einer elektronischen Chipkarte. Der Busbetrieb wurde an zehn private Unternehmen ausgeschrieben. Im Oktober 2005 haben die neuen Unternehmen den Betrieb übernommen. Mehr als 1600 neue Niederflurbusse wurden Ende 2005 und Anfang 2006 in Betrieb genommen. Seit dem 10. Februar 2007 ist die neue Linienstruktur im Betrieb, zusammen mit dem integrierten Preissystem. Mehr als 5000 Busse und vier U-Bahnlinien sind Teil von Transantiago.
Die Hauptstraße Alameda (eigentlich: Avenida Libertador General Bernardo O’Higgins) führt in zehn Spuren am Rande der Altstadt von Südwesten nach Nordosten in Richtung des Verwaltungs- und Geschäftsviertels Providencia. Wichtige innerstädtische Autobahnen sind die Autopista Central (Norden–Süden), die Autopista Costanera Norte (Osten–Westen), die Autopista Vespucio Norte Express (Nordosten–Nordwesten) und die Autopista Vespucio Sur (Südosten–Südwesten). Die Benutzung der Autobahnen ist meistens gebührenpflichtig. Die Maut variiert entsprechend Fahrzeugart und Streckenlänge. Das Erdbeben Ende Februar 2010 richtete erhebliche Schäden an Stadtautobahn-Bauwerken an, wobei auch Fahrzeuge und Menschen zu Schaden kamen.
Die Eisenbahnstrecke Santiago–Puerto Montt wurde nach 2010 zwischen Santiago und Nos viergleisig ausgebaut. Seit März 2017 gibt es auf diesem Abschnitt einen neuen S-Bahn-Betrieb »Metrotrén Nos«. Auf der Strecke Richtung Cartagena soll bis Melipilla ebenfalls noch 2017 ein S-Bahn-ähnlicher Betrieb aufgenommen werden.

### Medien

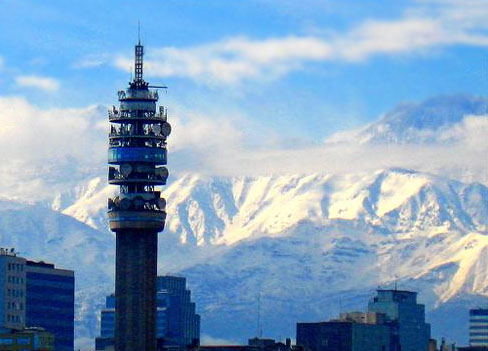
„Torre Entel“, im Hintergrund die Anden

Wichtigste Informationsquelle der Bevölkerung Santiagos ist das Fernsehen. Die wichtigsten Fernsehsender sind das staatliche Televisión-Nacional-de-Chile-Programm, der Sender Canal 13 der katholischen Universität Universidad Católica und der private Sender Megavisión.
Die Presselandschaft der Hauptstadtregion wird weitgehend von zwei Konzernen dominiert, dem Mercurio- und COPESA-Konzern, nachdem sich eine Reihe von Publikationen aus dem politischen Mitte-links-Spektrum nach dem Rückgang der Politikbegeisterung zur Zeit der Redemokratisierung nicht auf Dauer im Markt halten konnten. Die jeweils wichtigsten Zeitungen der beiden Pressekonzerne sind der altehrwürdige El Mercurio, eine Zeitung, die in Qualität und politischer Ausrichtung in etwa mit der FAZ zu vergleichen ist und zur quasi obligatorischen Lektüre der Bevölkerung zählt, sowie La Tercera. Weitere Zeitungen sind das Hausblatt der kommunistischen Partei, El Siglo, sowie die ebenfalls linksorientierte, aber parteiungebundene Zeitschrift Punto Final.
Wichtige Wochenzeitschriften sind Ercilla und Qué Pasa. Darüber hinaus gibt es die deutschsprachige Wochenzeitung Cóndor.

### Bildung

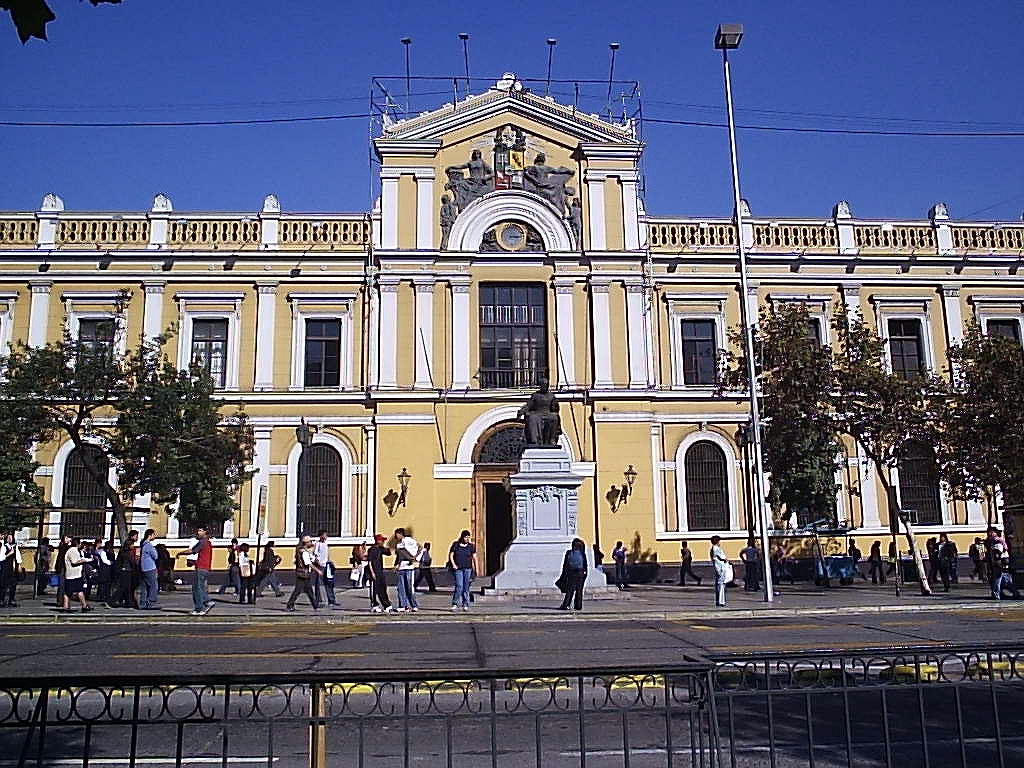
Universidad de Chile

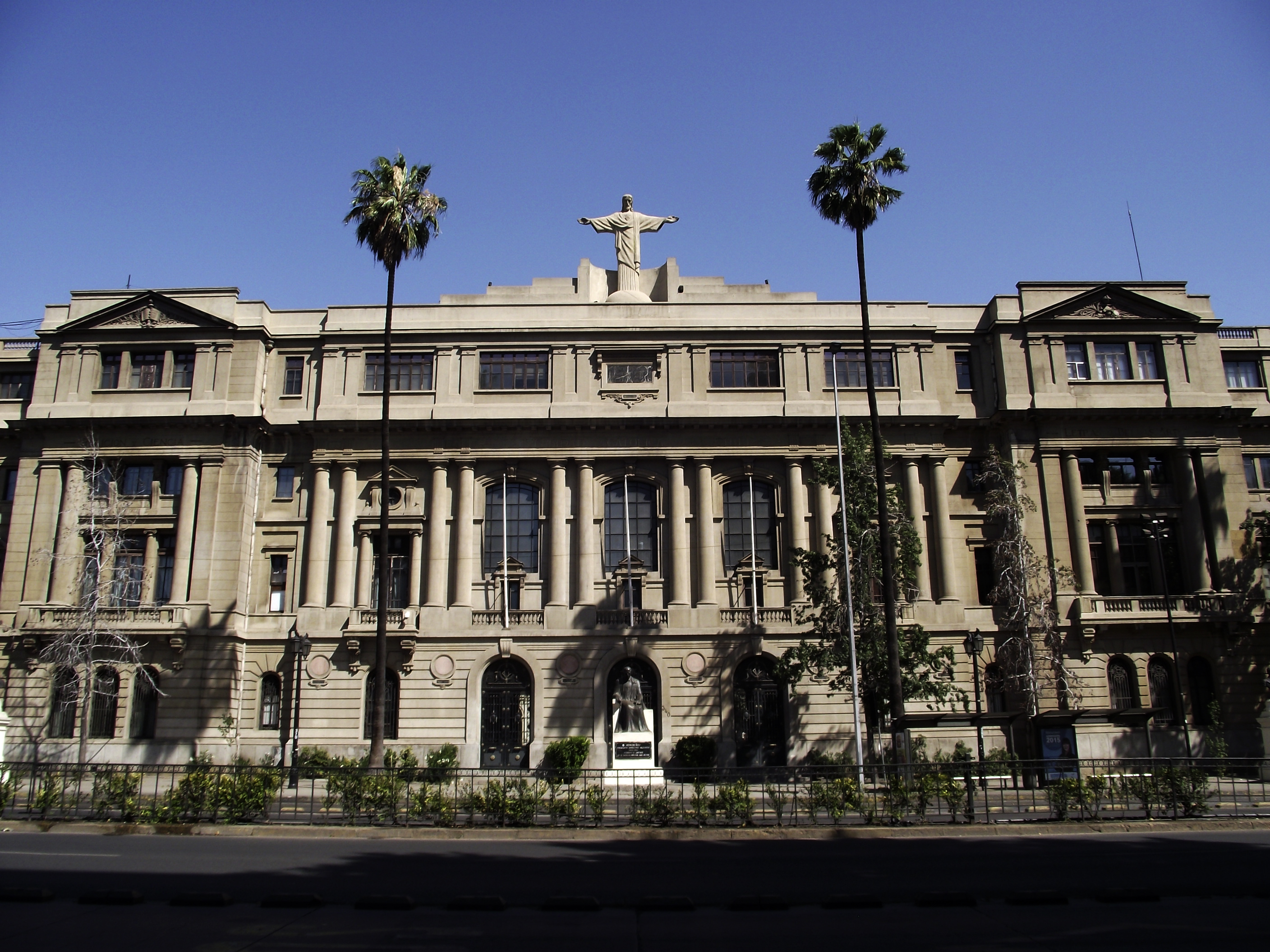
Pontificia Universidad Católica de Chile

Die Stadt beherbergt zahlreiche Universitäten, Hoch- und Fachschulen, Forschungseinrichtungen und Bibliotheken. Die Universidad de Chile ist die größte Universität Chiles und eine der ältesten auf dem amerikanischen Kontinent. Die Wurzeln der Universität reichen zurück in das Jahr 1622, als am 19. August die erste Universität in Chile unter dem Namen Santo Tomás de Aquino gegründet wurde. Am 28. Juli 1738 wurde sie zu Ehren König Philipps V. von Spanien in Real Universidad de San Felipe umbenannt. Im Volksmund ist sie auch als Casa de Bello (span.: Bellos Haus – nach ihrem ersten Rektor, Andrés Bello) bekannt. Am 17. April 1839, nachdem Chile vom Mutterland, dem Königreich Spanien, unabhängig geworden war, wurde die Universität offiziell zur Universidad de Chile, und öffnete am 17. September 1843.
Die Pontificia Universidad Católica de Chile (PUC) wurde am 21. Juni 1888 gegründet. Am 11. Februar 1930 wurde die Universität per Dekret durch Papst Pius XI. zu einer Päpstlichen Universität ernannt; 1931 erfolgte die volle Anerkennung durch die chilenische Regierung. Joaquín Larraín Gandarillas (1822–1897), Erzbischof von Anazarba, war der Gründer sowie erster Rektor der PUC. Die Pontificia Universidad Católica de Chile wird als eine der besten Universitäten Chiles eingestuft. 2006 gaben 69 der 100 besten Abiturienten die PUC als ihre erste Präferenz an. Die PUC ist eine moderne Universität; der Campus San Joaquin hat einige zeitgenössische Bauten und bietet auch viele Grünflächen und Sportanlagen.
Weitere bedeutende Universitäten haben ihren Sitz in Santiago: Universidad de Santiago de Chile, Universidad Metropolitana de Ciencias de la Educación, Universidad Tecnológica Metropolitana, Universidad Academia de Humanismo Cristiano, Universidad Adolfo Ibáñez, Universidad Alberto Hurtado, Universidad Bernardo O’Higgins, Universidad Bolivariana, Universidad Católica Raúl Silva Henríquez, Universidad Central de Chile, Universidad de Artes y Ciencias Sociales und Universidad de Artes, Ciencias y Comunicación.
Weitere wichtige Universitäten sind: Universidad de Ciencias de la Informática, Universidad de Las Américas, Universidad de Los Andes, Universidad del Desarrollo, Universidad del Pacífico, Universität Diego Portales, Universidad Finis Terrae, Universidad Gabriela Mistral, Universidad Iberoamericana de Ciencias y Tecnología, Universidad Internacional SEK, Universidad La República, Universidad Mariano Egaña, Universidad Mayor, Universidad Miguel de Cervantes, Universidad Nacional Andrés Bello, Universidad Santo Tomás und Universidad Tecnológica de Chile. Als eine Art Botschaft Europäischer Universitäten funktioniert das Postgraduierten- und Weiterbildungszentrum der Universität Heidelberg (Ruprecht Karl University).

## Söhne und Töchter der Stadt
Santiago de Chile ist Geburtsort zahlreicher berühmter Persönlichkeiten.